# Internet
A Internet é um sistema global de redes de computadores interligadas que utilizam um conjunto próprio de protocolos (Internet Protocol Suite ou TCP/IP) com o propósito de servir progressivamente usuários no mundo inteiro. É uma rede de várias outras redes, que consiste de milhões de empresas privadas, públicas, acadêmicas e de governo, com alcance local e global e que está ligada por uma ampla variedade de tecnologias de rede eletrônica, sem fio e ópticas. A Internet traz uma extensa gama de recursos de informação e serviços, tais como os documentos inter-relacionados de hipertextos da World Wide Web (WWW), redes ponto a ponto (peer-to-peer) e infraestrutura de apoio a correio eletrônico (e-mails).
As origens da Internet remontam a uma pesquisa encomendada pelo governo dos Estados Unidos na década de 1960 para construir uma forma de comunicação robusta e sem falhas através de redes de computadores. Embora este trabalho, juntamente com projetos no Reino Unido e na França, tenha levado à criação de redes precursoras importantes, ele não criou a Internet. Não há consenso sobre a data exata em que a Internet moderna surgiu, mas foi em algum momento em meados da década de 1980. O financiamento de uma nova estrutura principal de Informática (dita backbone), para os Estados Unidos pela Fundação Nacional da Ciência nos anos 1980, bem como o financiamento privado para outros similares backbones comerciais, levou à participação mundial no desenvolvimento de novas tecnologias de rede e da fusão de muitas redes distintas. Embora a Internet seja amplamente utilizada pela academia desde os anos 1980, a comercialização da tecnologia na década de 1990 resultou na sua divulgação e incorporação da rede internacional em praticamente todos os aspectos da vida humana moderna. Em junho de 2012, mais de 2,4 bilhões de pessoas — mais de um terço da população mundial — usaram os serviços da Internet, cerca de 100 vezes mais do que em 1995. O uso da Internet cresceu rapidamente no Ocidente entre da década de 1990 a início dos anos 2000 e desde a década de 1990 no mundo em desenvolvimento. Em 1994, apenas 3% das salas de aula estadunidenses tinham acesso à Internet, enquanto em 2002 esse índice saltou para 92%.
A maioria das comunicações tradicionais dos meios de comunicação (ou mídia), como telefone, música, cinema e televisão estão a ser remodeladas ou redefinidas pela Internet, dando origem a novos serviços, como o protocolo de Internet de voz (VoIP) e o protocolo de Internet de televisão (IPTV). Jornais, livros e outras publicações impressas estão-se adaptando à tecnologia web ou têm sido reformulados para blogs e feeds. A Internet permitiu e acelerou a criação de novas formas de interações humanas através de mensagens instantâneas, fóruns de discussão e redes sociais. O comércio online tem crescido tanto para grandes lojas de varejo quanto para pequenos artesãos e comerciantes. Business-to-business e serviços financeiros na Internet afetam as cadeias de abastecimento por meio de indústrias inteiras. A essa agregação de funcionalidades por meio dum núcleo comum (Internet, no caso), tem-se usado chamar convergência tecnológica ou, simplesmente, quando não for ambíguo, convergência.
A Internet não tem governança centralizada em qualquer aplicação tecnológica ou políticas de acesso e uso; cada rede constituinte define suas próprias políticas. Apenas as definições de excesso dos dois principais espaços de nomes na Internet — o espaço de endereçamento Protocolo de Internet e Domain Name System — são dirigidos por uma organização mantenedora, a Corporação da Internet para Atribuição de Nomes e Números (ICANN). A sustentação técnica e a padronização dos protocolos de núcleo (IPv4 e IPv6) é uma atividade do Internet Engineering Task Force (IETF), uma organização sem fins lucrativos de participantes internacionais vagamente filiados, sendo que qualquer pessoa pode se associar contribuindo com a perícia técnica.

## Terminologia

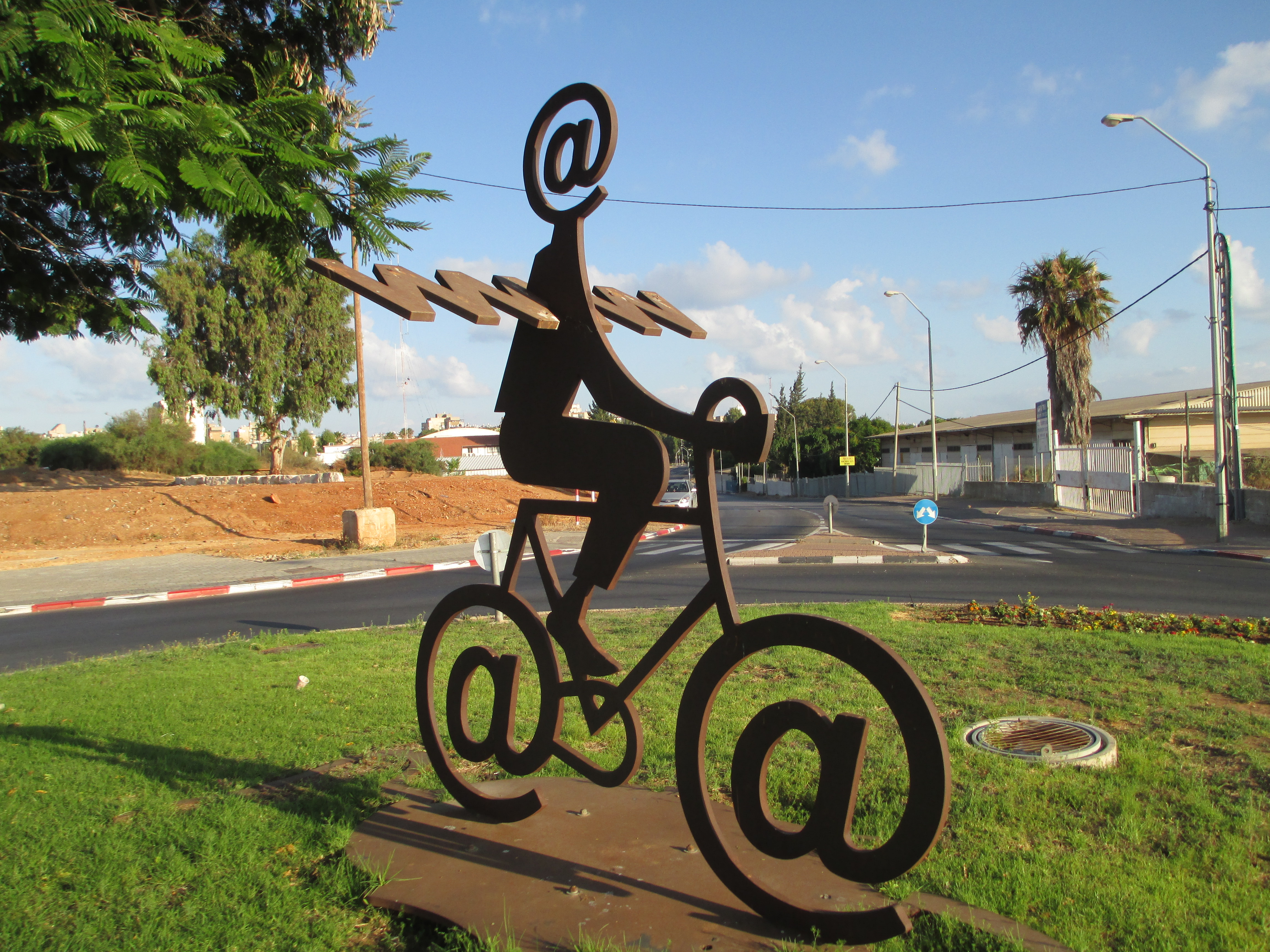
Obra Internet Messenger, de Buky Schwartz em Holon, Israel.

O termo Internet, como um sistema global específico de redes de IPs interconectados, é um nome próprio. A Internet também é muitas vezes referida como Net. A palavra "internet" foi utilizada historicamente, como substantivo comum em inglês, logo em 1883 como um verbo e adjetivo para se referir a movimentos interligados. No início dos anos 1970, o termo Internet começou a ser usado como nome próprio para o conjunto de redes técnicas, o resultado da interligação de redes de computadores com gateways especiais ou roteadores. Ele também foi usado (em inglês) como um verbo que significa "conectar", especialmente redes.
Os termos Internet e World Wide Web são frequentemente usados como sinônimos na linguagem corrente, é comum falar-se de "navegar na Internet", em referências ao navegador web para exibir páginas web. No entanto, a Internet é uma rede mundial de computadores especial conectando milhões de dispositivos de computação, enquanto a World Wide Web é apenas um dos muitos serviços que funcionam dentro da Internet. A Web é uma coleção de documentos interligados (páginas web) e outros recursos da Internet, ligadas por hiperlinks e URLs. Além da web, muitos outros serviços são implementados através da Internet, como e-mail, transferência de arquivos, controle remoto de computador, grupos de notícias e jogos online. Todos esses serviços podem ser implementados em qualquer intranet, acessível para os usuários da rede.

## História

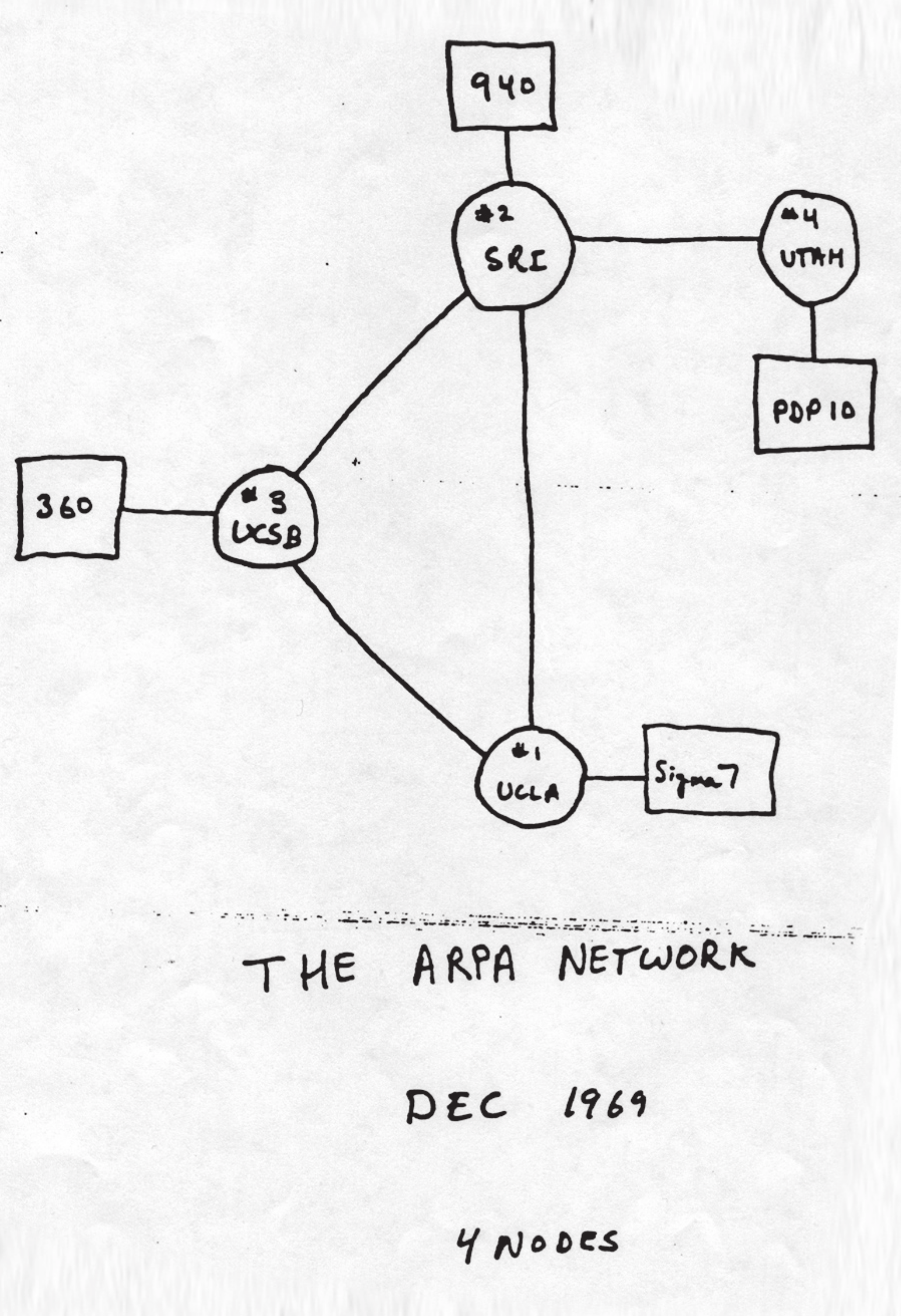
Um esboço da ARPANET em dezembro de 1969. Os nós da UCLA e do Stanford Research Institute (SRI) estão entre os retratados no desenho.

A pesquisa sobre a comutação de pacotes começou na década de 1960 e redes de comutação de pacotes, como Mark I, no NPL no Reino Unido, ARPANET, CYCLADES, Merit Network, Tymnet e Telenet, foram desenvolvidas em final dos anos 1960 e início dos anos 1970, usando uma variedade de protocolos. A ARPANET, em particular, levou ao desenvolvimento de protocolos para internetworking, onde várias redes separadas poderiam ser unidas em uma rede de redes. Os dois primeiros nós do que viria a ser a ARPANET foram interconectados entre o Network Measurement Center de Leonard Kleinrock na Escola de Engenharia e Ciências Aplicadas da UCLA e o sistema NLS de Douglas Engelbart no SRI International (SRI), em Menlo Park, Califórnia, em 29 de outubro de 1969. O terceiro nó da ARPANET era o Culler-Fried Interactive Mathematics Center da Universidade da Califórnia em Santa Bárbara e o quarto era o Departamento Gráfico da Universidade de Utah. Em um sinal precoce de crescimento futuro, já havia quinze sites conectados à jovem ARPANET até o final de 1971.
Em dezembro de 1974, o RFC 675 - Specification of Internet Transmission Control Program, de Vinton Cerf, Yogen Dalal e Carl Sunshine usou o termo internet como uma abreviação para internetworking e RFCs posteriores repetiram esse termo. O acesso à ARPANET foi ampliado em 1981, quando a Fundação Nacional da Ciência (NSF), desenvolvido a Computer Science Network (CSNET). Em 1982, o Internet Protocol Suite (TCP/IP) foi padronizada e o conceito de uma rede mundial de redes TCP/IP totalmente interligadas chamado de Internet foi introduzido.

Mapa da rede ARPANET em 1972.

O acesso à rede TCP/IP expandiu-se novamente em 1986, quando o National Science Foundation Network (NSFNET) proveu acesso a sites de supercomputadores nos Estados Unidos a partir de organizações de pesquisa e de educação, o primeiro a 56 kbit/s e, mais tarde, 1,5 Mbit/s e 45 Mbit/s.

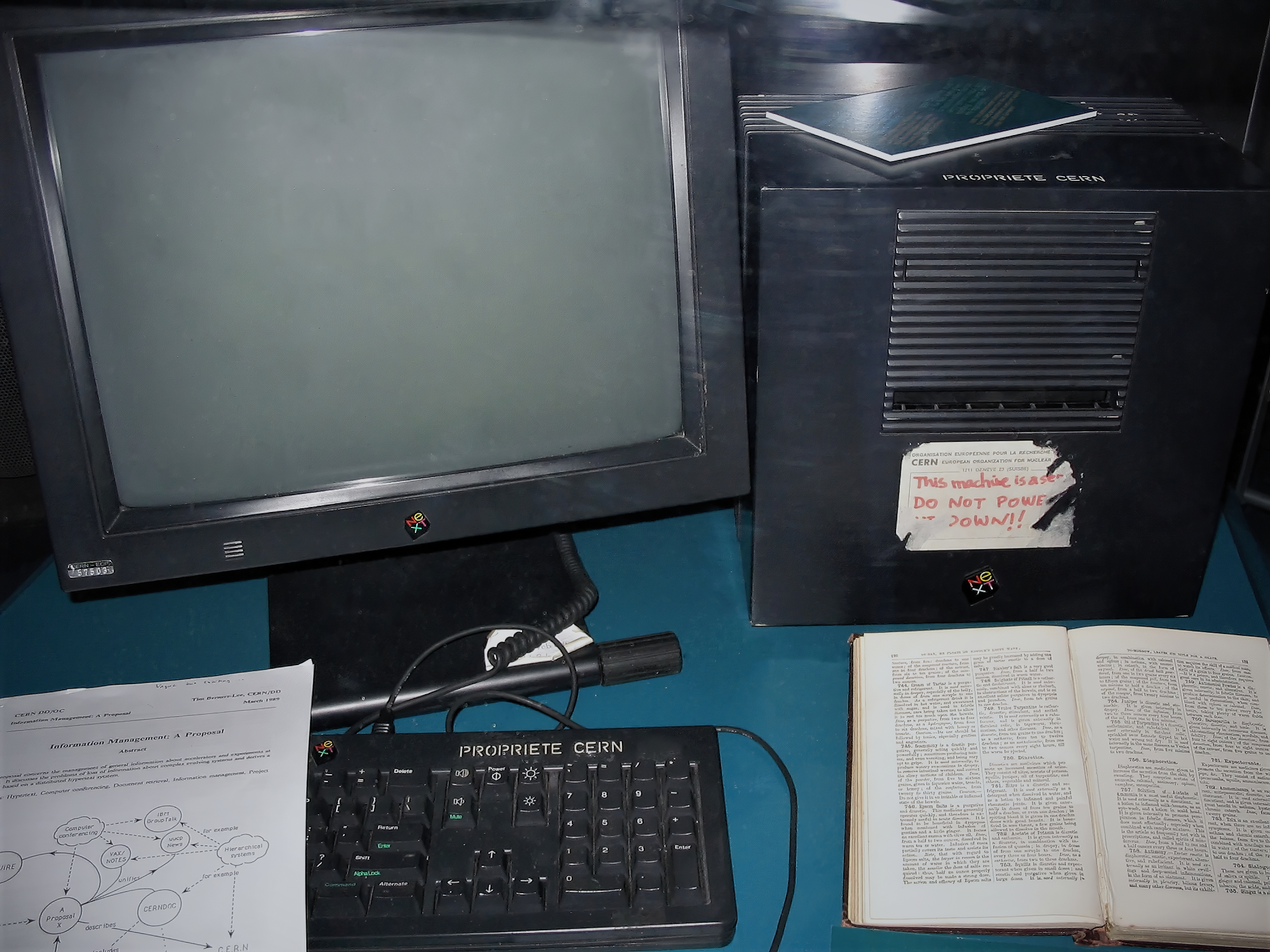
Tim Berners-Lee usou este NeXTcube no CERN para criar o primeiro servidor web do mundo.

A Organização Europeia para a Investigação Nuclear (CERN) foi a responsável pela invenção da World Wide Web, ou simplesmente a Web, como hoje a conhecemos. Corria o ano de 1990, e o que, numa primeira fase, permitia apenas aos cientistas trocar dados, acabou por se tornar a complexa e essencial Web. O responsável pela invenção chama-se Tim Berners-Lee, que construiu o seu primeiro computador na Universidade de Oxford, onde se formou em 1976. Quatro anos depois, tornava-se consultor de engenharia de software no CERN e escrevia o seu primeiro programa para armazenamento de informação – chamava-se Enquire e, embora nunca tenha sido publicada, foi a base para o desenvolvimento da Web. Em 1989, propôs um projeto de hipertexto que permitia às pessoas trabalhar em conjunto, combinando o seu conhecimento numa rede de documentos. Foi esse projeto que ficou conhecido como a World Wide Web. A Web funcionou primeiro dentro do CERN, e no Verão de 1991 foi disponibilizada mundialmente.
A Internet foi totalmente comercializada nos Estados Unidos em 1995, quando a NSFNET foi desmantelada, removendo as últimas restrições sobre o uso da Internet para transportar o tráfego comercial. A Internet começou uma rápida expansão para a Europa e Austrália em meados da década de 1980 e para a Ásia no final dos anos 1980 e início dos anos 1990.

Gráfico mostrando a proporção de usuários de Internet a cada 100 pessoas, entre 1996 e 2014, feita pela União Internacional de Telecomunicações.

Desde meados da década de 1990 a Internet teve um enorme impacto sobre a cultura e o comércio mundiais, como pelo aumento da comunicação instantânea através de e-mails, mensagens instantâneas, "telefonemas" VoIP, chamadas de vídeo interativas, com a World Wide Web e seus fóruns de discussão, blogs, redes sociais e sites de compras online. Quantidades crescentes de dados são transmitidos em velocidades cada vez mais elevadas em redes de fibra óptica operando a 1 Gbit/s, 10 Gbit/s, ou mais.
A Internet continua a crescer, impulsionando quantidades cada vez maiores de informações on-line e de conhecimento, comércio, entretenimento e redes sociais. Durante a década de 1990, estimou-se que o tráfego na Internet pública cresceu cerca 100% ao ano, enquanto estima-se que o crescimento anual do número de usuários seja de algo entre 20% e 50%. Este crescimento é muitas vezes atribuído à falta de uma administração central, que permita o crescimento orgânico da rede, bem como pela natureza não proprietária e aberta dos protocolos de Internet, o que incentiva o fornecedor de interoperabilidade e impede qualquer empresa de exercer muito controle sobre a rede. Em 31 de março de 2011, o número total estimado de usuários da Internet foi de cerca de 2 bilhões de pessoas (ou cerca de 30% da população mundial). Estima-se que em 1993 a Internet realizou apenas 1% do fluxo de informações através de duas vias de telecomunicações; em 2000 este valor tinha aumentado para 51% e, até 2007, mais do que 97% de todas as informações telecomunicadas foi realizada através da rede mundial.

### No Brasil
No Brasil existe desde 1995 o Comitê Gestor da Internet, órgão responsável por estabelecer as diretrizes estratégicas para a navegação na Internet do Brasil. Em 2005 a tarefa de liberar os registros da Internet no Brasil deixou de ser da FAPESP, que até então foi responsável pela liberação dos domínios .br( ponto br),e passou a ser responsabilidade do NIC.br, entidade criada pelo Comitê Gestor da Internet. Em 2012 foi atingida a marca de três milhões de domínios .br (ponto br) registrados. Em setembro de 2022 os domínios .br alcançaram a marca de 5 milhões. No final de 1997, o Comitê Gestor passou a liberar os novos domínios de segundo nível. Antes desses e além o domínio de primeiro nível .br, o Brasil tinha apenas cinco domínios de segundo nível. Em 23 de abril de 2014 foi sancionada a Lei Federal 12 965, do Marco Civil da Internet, que estabeleceu os princípios, garantias, direitos e deveres para a utilização da Internet no Brasil.

## Governança

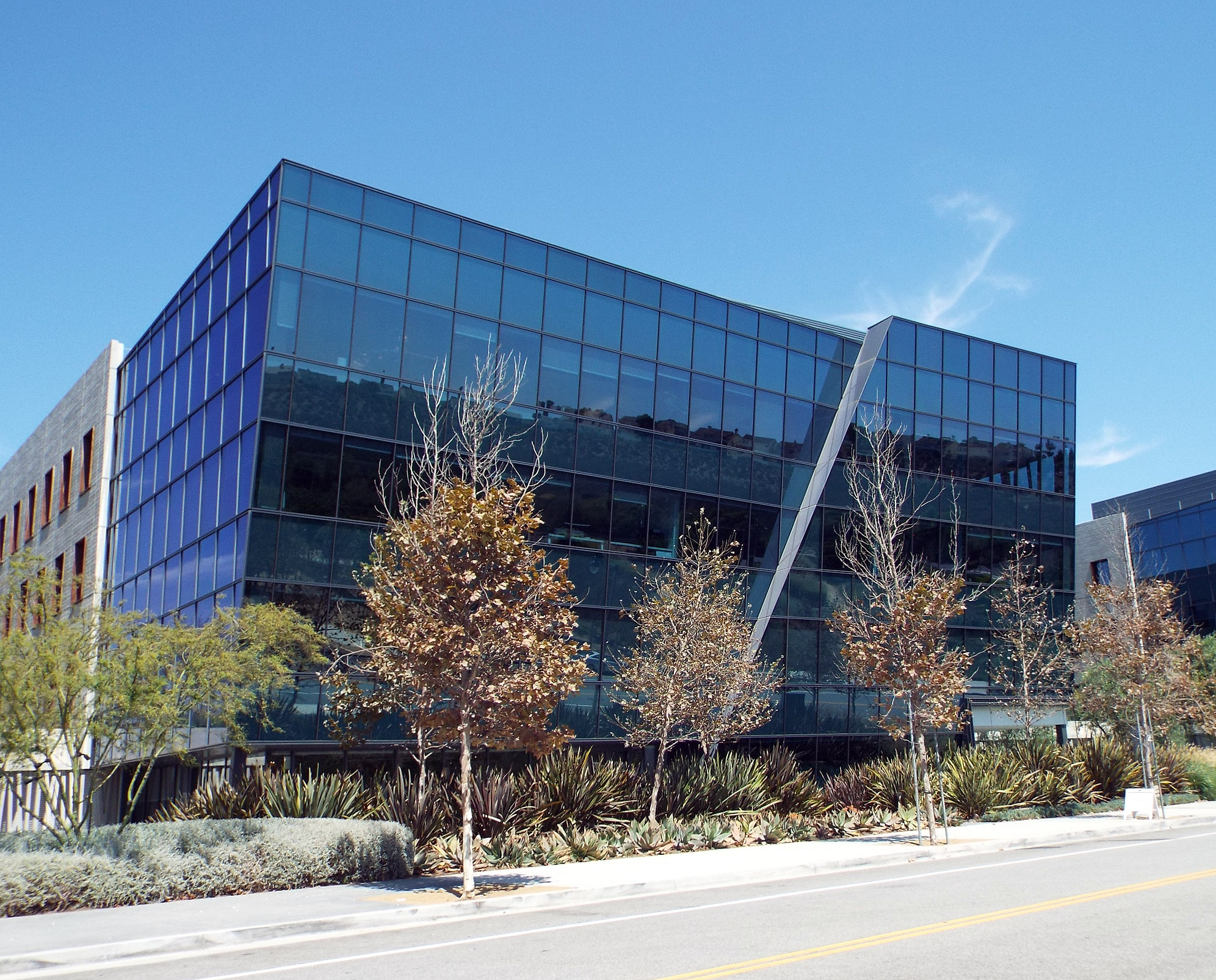
Sede da ICANN no bairro de Playa Vista, em Los Angeles, Califórnia, Estados Unidos

A Internet é uma rede global que compreende muitas redes autônomas interconectadas voluntariamente e que opera sem um órgão de governo central. A sustentação técnica e a padronização dos protocolos principais (IPv4 e IPv6) é uma atividade da Internet Engineering Task Force (IETF), uma organização sem fins lucrativos de participantes internacionais livremente afiliados, à qual qualquer pessoa pode se associar, contribuindo com conhecimentos técnicos. Para manter a interoperabilidade, os principais espaços de nomes da Internet são administrados pela Corporação da Internet para Atribuição de Nomes e Números (ICANN, sigla em inglês), que é governada por um conselho de diretores internacional (formado por representantes de comunidades técnicas, empresariais, acadêmicas e outras comunidades não comerciais da Internet) e coordena a atribuição de identificadores exclusivos para uso na Internet, incluindo nomes de domínio, endereços IP, números de porta de aplicativos nos protocolos de transporte, além de vários outros parâmetros. Espaços de nomes globalmente unificados são essenciais para manter o alcance global da Internet. Este papel da ICANN distingue-a como talvez o único órgão central de coordenação para a Internet global.
Registros Regionais da Internet (RIRs) foram estabelecidos para cinco regiões do mundo. O Centro Africano de Informação de Rede (AfriNIC) para a África, o Registro Americano de Números de Internet (ARIN) para a América do Norte, o Centro de Informação de Rede Ásia-Pacífico (APNIC) para a região da Ásia e do Pacífico, o Registro de Endereços de Internet da América Latina e Caribe (LACNIC) para a região da América Latina e Caribe, e o Réseaux IP Européens – Centro de Coordenação de Rede (RIPE NCC) para a Europa, Oriente Médio e Ásia Central foram delegados para atribuir blocos de endereços IP e outros parâmetros da Internet a registros locais, como provedores de serviços de Internet, a partir de um conjunto designado de endereços reservados para cada região. A Internet Society (ISOC) é outra organização fundada em 1992 com a missão de “garantir o desenvolvimento aberto, a evolução e o uso da Internet para o benefício de todas as pessoas em todo o mundo”.

## Infraestrutura

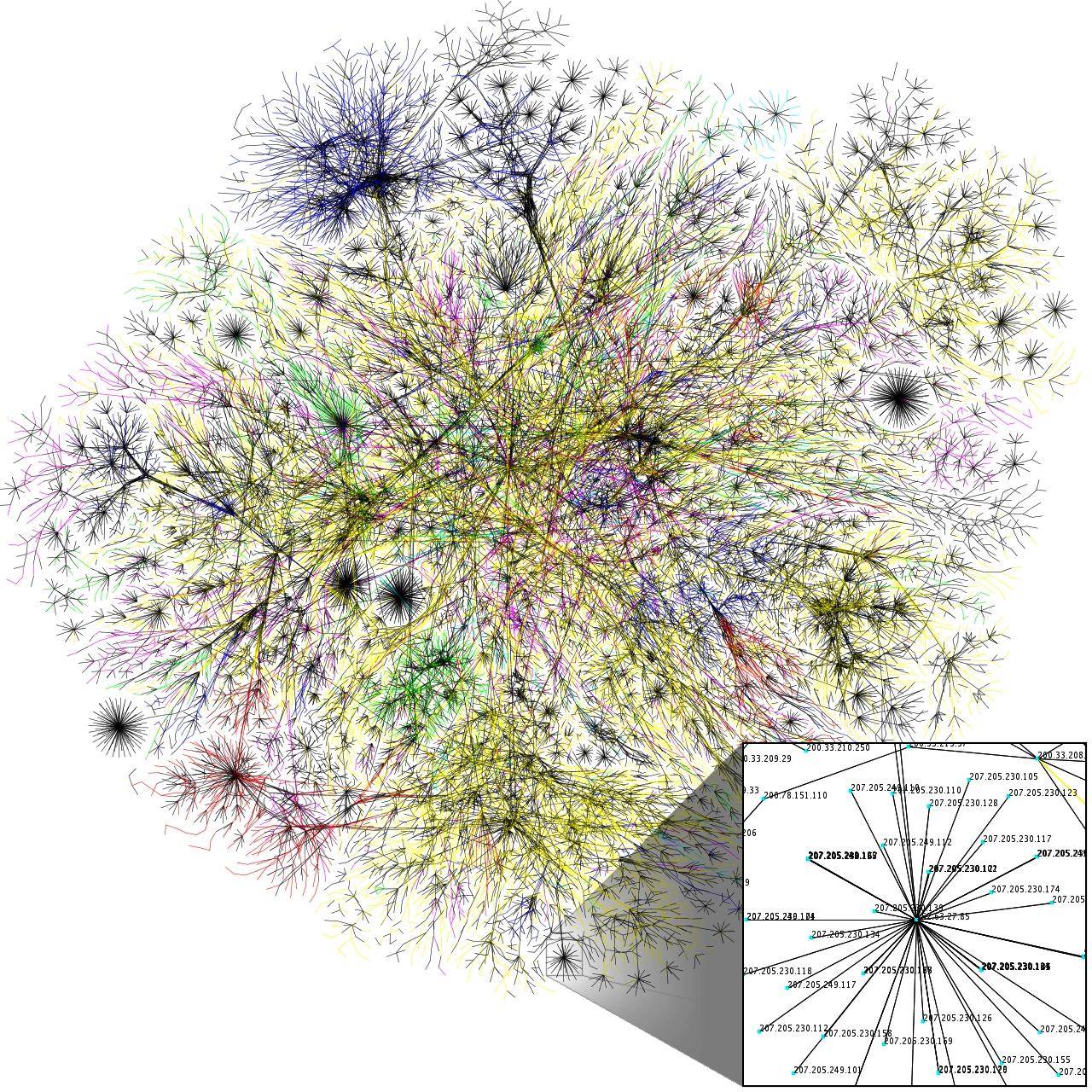
Visualização gráfica de várias rotas em uma porção da Internet mostrando a escalabilidade da rede.

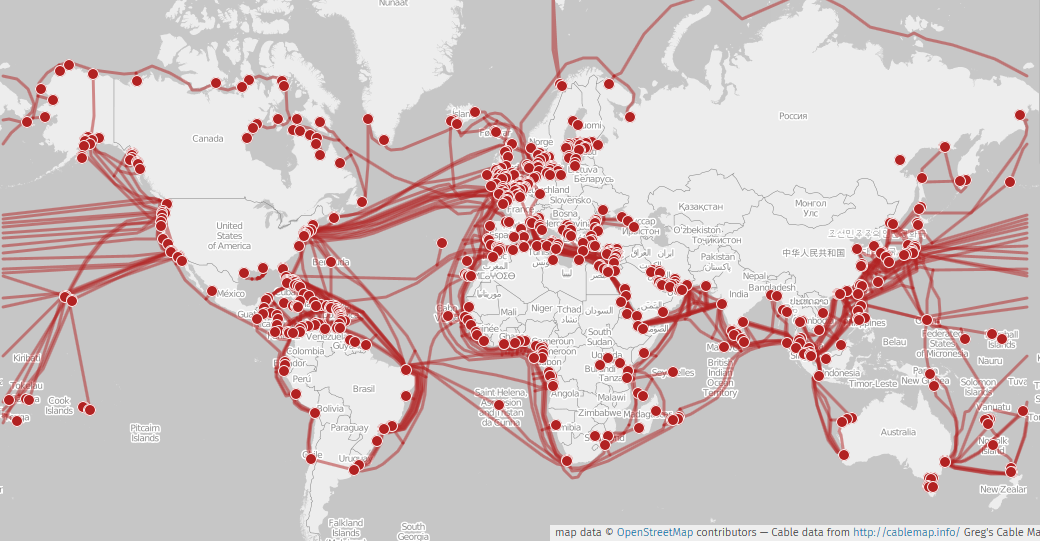
Mapa da rede de cabos submarinos ao redor da Terra.

A infraestrutura de comunicações da Internet consiste em componentes de hardware e um sistema de camadas de software que controlam vários aspectos da arquitetura. Como acontece com qualquer rede de computadores, a Internet consiste fisicamente em roteadores, mídia (como cabeamento e links de rádio), repetidores, modems, etc.No entanto, como exemplo de interligação de redes, muitos dos nós da rede não são necessariamente equipamentos de Internet em si, os pacotes de Internet são transportados por outros protocolos de rede completos, com a Internet atuando como um padrão de rede homogêneo, executado em hardware heterogêneo, com os pacotes guiados até seus destinos por roteadores IP. Muitos cientistas de computação veem a Internet como o "maior exemplo de sistema de grande escala altamente engenharizado, ainda muito complexo".
A Internet é extremamente heterogênea, por exemplo, as taxas de transferências de dados e as características físicas das conexões variam grandemente. A Internet exibe "fenômenos emergentes" que dependem de sua organização de grande escala. Por exemplo, as taxas de transferências de dados exibem autossimilaridade temporal. Adicionando ainda mais à complexidade da Internet, está a habilidade de mais de um computador de usar a Internet através de um elo de conexão, assim criando a possibilidade de uma sub-rede profunda e hierárquica que pode teoricamente ser estendida infinitamente, desconsiderando as limitações programáticas do protocolo IPv4. Os princípios desta arquitetura de dados se originam na década de 1960, que pode não ser a melhor solução de adaptação para os tempos modernos. Assim, a possibilidade de desenvolver estruturas alternativas está atualmente em planejamento.
De acordo com um artigo de junho de 2007, na revista Discover, o peso combinado de todos os elétrons que se movem dentro da Internet num dia é de 2−6 gramas. Outras estimativas dizem que o peso total dos elétrons que se movem na Internet diariamente chega a 2 gramas. Existem muitas análises da Internet e de sua estrutura. Por exemplo, foi determinado que tanto a estrutura de rotas IP da Internet quanto as ligações de hipertexto da World Wide Web são exemplos de redes de escala livre. Semelhantemente aos provedores comerciais de Internet, que se conectam através de pontos neutros, as redes de pesquisa tendem a se interconectar com subredes maiores, como GEANT; GLORIAD; Internet2 (conhecido anteriormente como Rede Abilene) e JANET (A Rede Nacional de Pesquisa e Educação do Reino Unido). Essas, então, são construídas em torno de redes relativamente menores. Diagramas de redes de computador representam frequentemente a Internet usando um símbolo de nuvem, pelo qual as comunicações de rede passam.

### Níveis de serviço

O roteamento de pacotes pela Internet envolve vários níveis de provedores de serviços de Internet.

Os provedores de serviços de Internet (ISPs) estabelecem a conectividade mundial entre redes individuais em vários níveis. Os usuários finais que acessam a Internet apenas quando necessário para executar uma função ou obter informações representam a parte inferior da hierarquia de roteamento. No topo da hierarquia de roteamento estão as redes de nível 1, grandes empresas de telecomunicações que trocam tráfego diretamente entre si através de cabos de fibra óptica de altíssima velocidade e regidas por acordos de peering. As redes de nível 2 e de nível inferior compram trânsito de Internet de outros provedores para alcançar pelo menos algumas partes na Internet global, embora também possam participar de peering.

### Acesso
Os métodos comuns de acesso à Internet pelos usuários incluem dial-up com um modem de computador através de circuitos telefônicos, banda larga por cabo coaxial, fibra óptica ou fios de cobre, Wi-Fi, satélite e tecnologia de telefonia celular (por exemplo, 3G, 4G, 5G). A Internet pode muitas vezes ser acedida a partir de computadores em bibliotecas e cibercafés. Existem pontos de acesso à Internet em muitos locais públicos, como saguões de aeroportos e cafeterias. Muitos hotéis também possuem terminais públicos que geralmente são pagos. Esses terminais são amplamente acessados para diversos usos, como reserva de passagens, depósito bancário ou pagamento online. Wi-Fi fornece acesso sem fio à Internet através de redes de computadores locais. Esses serviços podem ser gratuitos para todos, gratuitos apenas para clientes ou pagos.
Os esforços de base conduziram à criação de redes comunitárias sem fios. Serviços comerciais de Wi-Fi que cobrem grandes áreas estão disponíveis em muitas cidades, como Nova Iorque, Londres, Viena, Toronto, São Francisco, Filadélfia, Chicago e Pittsburgh, onde a Internet pode então ser acessada de locais como um banco de um parque público. Os smartphones modernos também podem acessar a Internet através da rede da operadora de celular. Para navegação na Web, esses dispositivos fornecem aplicativos como Google Chrome, Safari e Firefox e uma grande variedade de outros softwares de Internet podem ser instalados em lojas de aplicativos. O uso da Internet por dispositivos móveis e tablets ultrapassou os computadores em todo o mundo pela primeira vez em outubro de 2016.

#### Comunicação móvel

Número de assinaturas de Internet móvel entre 2012 e 2016, com uma projeção para 2020

A União Internacional de Telecomunicações (UIT) estimou que, até ao final de 2017, 48% dos utilizadores individuais conectam-se regularmente à Internet, contra 34% em 2012. A conectividade à Internet móvel tem desempenhado um papel importante na expansão do acesso nos últimos anos, especialmente na Ásia-Pacífico e  África. O número de assinaturas exclusivas de celular móvel aumentou de 3,9 bilhões em 2012 para 4,8 bilhões em 2016, dois terços da população mundial, com mais da metade das assinaturas localizadas na Ásia-Pacífico. Em 2018, 80% da população mundial estava coberta por uma rede 4G. Os limites que os utilizadores enfrentam no acesso à informação através de aplicações móveis coincidem com um processo mais amplo de fragmentação da Internet, que restringe o acesso aos conteúdos midiáticos e tende a afetar mais os utilizadores mais pobres.
O acesso patrocinado, a prática dos fornecedores de serviços de Internet que permite aos utilizadores conectividade gratuita para aceder a conteúdos ou aplicações específicas sem custos, tem oferecido oportunidades para superar obstáculos econômicos, mas também foi acusada pelos seus críticos de criar uma Internet de dois níveis. Para resolver esses problemas, surgiu um modelo alternativo no conceito de “acesso igualitário” e está a ser testado em experiências pela Mozilla e pela Orange na África e impede a priorização de um tipo de conteúdo. Em estudo publicado pela Chatham House, 15 dos 19 países pesquisados na América Latina tinham algum tipo de produto híbrido ou com acesso patrocinado. Alguns países da região tinham vários planos para escolher (em todas as operadoras de redes móveis), enquanto outros, como a Colômbia, ofereciam até 30 planos pré-pagos e 34 planos pós-pagos.
Um estudo de oito países do Sul Global descobriu que existem planos de dados com acesso patrocinado em todos os países, embora haja uma grande variação na frequência com que são oferecidos e realmente utilizados em cada um. O estudo analisou as três a cinco principais transportadoras por quota de mercado em Bangladesh, Colômbia, Gana, Índia, Quênia, Nigéria, Peru e Filipinas.Dos 181 planos examinados, 13% ofereciam serviços com taxa zero. Outro estudo, abrangendo Gana, Quênia, Nigéria e África do Sul, concluiu que o Free Basics e o Wikipedia Zero do Facebook são os conteúdos mais comuns com acesso patrocinado.

### Conjunto de protocolos da Internet
Os padrões da Internet descrevem uma estrutura conhecida como conjunto de protocolos da Internet (também chamado TCP/IP, baseado nos dois primeiros componentes). Este é um conjunto de protocolos ordenados em um conjunto de quatro camadas conceituais de acordo com o escopo de sua operação. No topo está a camada de aplicação, onde a comunicação é descrita em termos dos objetos ou estruturas de dados mais apropriadas para cada aplicação. Por exemplo, um navegador da Web opera em um aplicativo modelo cliente-servidor e troca informações com o Hypertext Transfer Protocol (HTTP) e uma estrutura de dados pertinente ao aplicativo, como a HyperText Markup Language (HTML).
Abaixo desta camada superior, a camada de transporte conecta aplicações em diferentes hosts com um canal lógico através da rede. Ele fornece a esse serviço uma variedade de características possíveis, como Protocolo de Controle de Transmissão (TCP) e Protocolo de Datagrama do Usuário (UDP). Subjacentes a estas camadas estão as tecnologias de rede que interligam as redes nas suas fronteiras e trocam tráfego entre elas. A camada Internet implementa o Protocolo Internet (IP), que permite aos computadores identificarem-se e localizarem-se uns aos outros por endereço IP e encaminharem o seu tráfego através de redes intermediárias.  Na parte inferior da arquitetura está a camada de enlace, que conecta nós no mesmo enlace físico e contém protocolos que não necessitam de roteadores para travessia para outros enlaces. O conjunto de protocolos não especifica explicitamente métodos de hardware para transferir bits ou protocolos para gerenciar tal hardware, mas pressupõe que a tecnologia apropriada esteja disponível. Exemplos dessa tecnologia incluem Wi-Fi, Ethernet e DSL.

À medida que os dados do usuário são processados através da pilha de protocolos, cada camada de abstração adiciona informações de encapsulamento no host remetente. Os dados são transmitidos por fio no nível do link entre hosts e roteadores. O encapsulamento é removido pelo host receptor. Os relés intermediários atualizam o encapsulamento do link em cada salto e inspecionam a camada IP para fins de roteamento.

Fluxo de dados conceitual em uma topologia de rede simples de dois hosts (A e B) conectados por um link entre seus respectivos roteadores. O aplicativo em cada host executa operações de leitura e gravação como se os processos estivessem diretamente conectados entre si por algum tipo de canal de dados. Após o estabelecimento deste canal, a maioria dos detalhes da comunicação ficam ocultos de cada processo, pois os princípios subjacentes da comunicação são implementados nas camadas inferiores do protocolo.

#### Protocolo da Internet
O componente mais proeminente do modelo da Internet é o Protocolo da Internet (IP), que permite a interconexão de redes e, em essência, estabelece a própria Internet. Existem duas versões do protocolo da Internet, IPv4 e IPv6.

##### Endereços IP

Um resolvedor de DNS consulta três servidores de nomes para resolver o nome de domínio visível ao usuário "www.wikipedia.org" para determinar o endereço IPv4 207.142.131.234.

Para localizar computadores individuais na rede, a Internet fornece endereços IP que são usados pela infraestrutura da Internet para direcionar os pacotes da Internet aos seus destinos. Eles consistem em números de comprimento fixo, encontrados dentro do pacote. Os endereços IP são geralmente atribuídos ao equipamento automaticamente via DHCP ou configurados. Contudo, a rede também suporta outros sistemas de endereçamento. Os usuários geralmente inserem nomes de domínio (por exemplo, "pt.wikipedia.org") em vez de endereços IP porque são mais fáceis de lembrar; eles são convertidos pelo Sistema de Nomes de Domínio (DNS) em endereços IP que são mais eficientes para fins de roteamento.

##### IPv4
O Protocolo da Internet versão 4 (IPv4) define um endereço IP como um número de 32 bits. O IPv4 é a versão inicial usada na primeira geração da Internet e ainda é de uso dominante. Ele foi projetado para endereçar até ≈4,3 bilhões (109) de hosts. No entanto, o crescimento explosivo da Internet levou ao esgotamento dos endereços IPv4, que entrou na sua fase final em 2011, quando o conjunto global de atribuição de endereços IPv4 se esgotou.

##### IPv6
Devido ao crescimento da Internet e ao esgotamento dos endereços IPv4 disponíveis, uma nova versão do IP, o IPv6, foi desenvolvida em meados da década de 1990 e fornece capacidades de endereçamento muito maiores e roteamento mais eficiente do tráfego da Internet. O IPv6 usa 128 bits para o endereço IP e foi padronizado em 1998. A implantação do IPv6 está em andamento desde meados da década de 2000 e atualmente está em crescente implantação em todo o mundo, desde que os registros de endereços da Internet (RIRs) começaram a instar todos os gerentes de recursos a planejarem a rápida adoção e conversão.

##### Sub-rede

Criando uma sub-rede dividindo o identificador do host

Uma sub-rede é uma subdivisão lógica de uma rede IP.Os computadores que pertencem a uma sub-rede são endereçados com um grupo de bits mais significativo idêntico em seus endereços IP. Isto resulta na divisão lógica de um endereço IP em dois campos, o número da rede ou prefixo de roteamento e o campo restante ou identificador de host. O campo restante é um identificador para um host ou interface de rede específico.:1,16

##### Roteamento
Computadores e roteadores usam tabelas de roteamento em seus sistemas operacionais para direcionar pacotes IP para alcançar um nó em uma sub-rede diferente. Essas tabelas são mantidas por configuração manual ou automaticamente por protocolos de roteamento. Os nós finais normalmente usam uma rota padrão que aponta para um ISP que fornece trânsito, enquanto os roteadores ISP usam o Border Gateway Protocol para estabelecer o roteamento mais eficiente nas conexões complexas da Internet global. O gateway padrão é o nó que serve como host de encaminhamento (roteador) para outras redes quando nenhuma outra especificação de rota corresponde ao endereço IP de destino de um pacote.

### IETF
Embora os componentes de hardware na infraestrutura da Internet possam muitas vezes ser usados para suportar outros sistemas de software, é o design e o processo de padronização do software que caracteriza a Internet e fornece a base para sua escalabilidade e sucesso. A responsabilidade pelo projeto arquitetônico dos sistemas de software da Internet foi assumida pela Internet Engineering Task Force (IETF), que conduz grupos de trabalho de definição de padrões, abertos a qualquer indivíduo, sobre os vários aspectos da arquitetura da Internet.

## Aplicativos e serviços
A Internet carrega muitos aplicativos e serviços, principalmente a World Wide Web, incluindo mídia social, correio eletrônico, aplicativos móveis, jogos online multijogador, telefonia pela Internet, compartilhamento de arquivos e serviços de streaming de mídia. A maioria dos servidores que fornecem esses serviços são hospedados em data centers e o conteúdo é frequentemente acessado por meio de redes de fornecimento de conteúdo de alto desempenho.

### World Wide Web

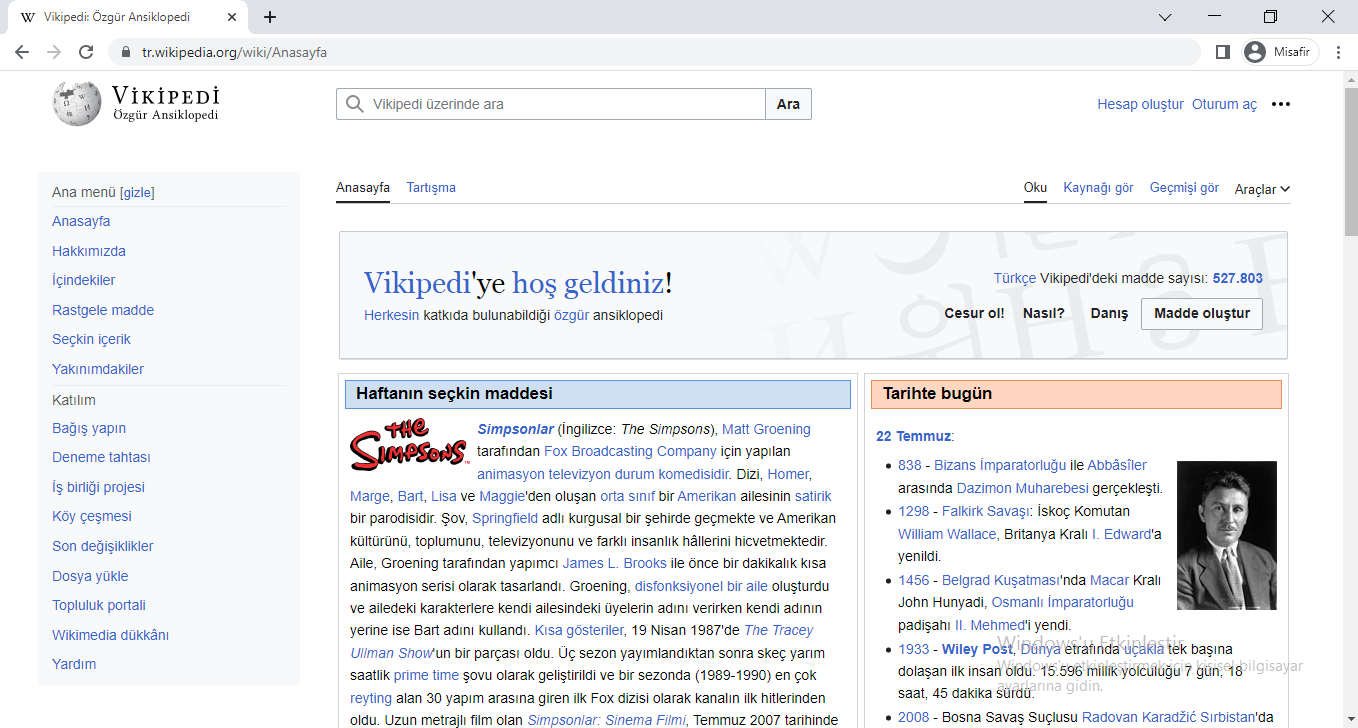
Captura de tela do navegador web Google Chrome em julho de 2023

A World Wide Web é uma coleção global de documentos, imagens, multimídia, aplicativos e outros recursos, logicamente inter-relacionados por hiperlinks e referenciados com Identificadores Uniformes de Recursos (URIs), que fornecem um sistema global de referências nomeadas e identificam simbolicamente serviços, servidores web, bancos de dados e os documentos e recursos que eles podem fornecer. O Hypertext Transfer Protocol (HTTP) é o principal protocolo de acesso da World Wide Web. Os serviços da Web também usam HTTP para comunicação entre sistemas de software para transferência de informações, compartilhamento e troca de dados de negócios e logística e é uma das muitas linguagens ou protocolos que podem ser usados para comunicação na Internet.
Softwares de navegador web da World Wide Web, como Internet Explorer / Edge da Microsoft, Mozilla Firefox, Opera, Safari da Apple e Google Chrome, permitem que os usuários naveguem de uma página da web para outra por meio de hiperlinks incorporados nos documentos. Esses documentos também podem conter qualquer combinação de dados de computador, incluindo gráficos, sons, texto, vídeo, multimídia e conteúdo interativo que é executado enquanto o usuário interage com a página. Por meio de pesquisas na Internet baseadas em palavras-chave, usando mecanismos de busca como Yahoo!, Bing e Google, usuários em todo o mundo têm acesso fácil e instantâneo a uma vasta e diversificada quantidade de informações on-line. Comparada com a mídia impressa, livros, enciclopédias e bibliotecas tradicionais, a World Wide Web permitiu a descentralização da informação em escal gigantesca.
A Web permitiu que indivíduos e organizações publicassem ideias e informações on-line para um público potencialmente grande, com custos e atrasos bastante reduzidos. Publicar uma página web, um blog ou construir um site envolve pouco custo inicial e muitos serviços gratuitos estão disponíveis. A publicidade online em páginas web populares pode ser lucrativa e o comércio eletrônico, que é a venda de produtos e serviços diretamente através da Web, continua a crescer. A publicidade online é uma forma de marketing e publicidade que utiliza a Internet para entregar mensagens promocionais de marketing aos consumidores. Inclui marketing por e-mail, marketing em mecanismos de pesquisa (SEM), marketing em mídias sociais, muitos tipos de publicidade gráfica (incluindo publicidade em banner na web) e publicidade móvel . Em 2011, as receitas de publicidade na Internet nos Estados Unidos ultrapassaram as da televisão por cabo e quase ultrapassaram as da televisão aberta.:19

### Comunicação

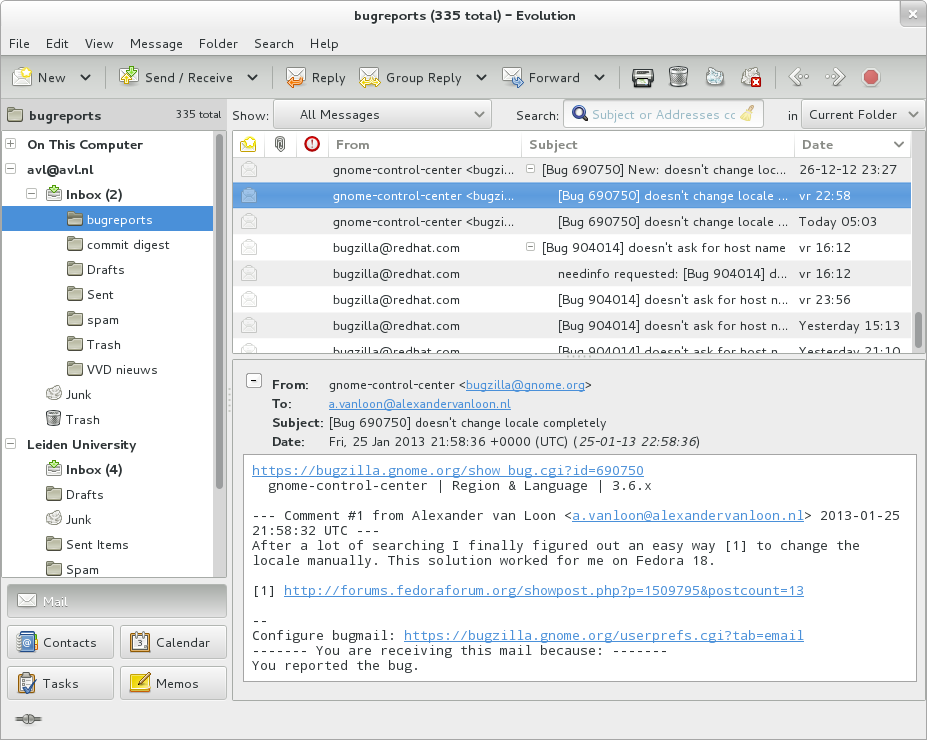
Esta captura de tela mostra a página caixa de entrada de um cliente de e-mail; os usuários podem ver novos e-mails e realizar ações, como ler, excluir, salvar ou responder a essas mensagens.

O e-mail é um importante serviço de comunicação disponível através da Internet. O conceito de envio de mensagens eletrônicas de texto entre partes, análogo ao envio de cartas ou memorandos, é anterior à criação da Internet. Fotos, documentos e outros arquivos são enviados como anexos de e-mail.
A telefonia pela Internet é um serviço de comunicação comum realizado com a Internet. O nome do principal protocolo de interligação de redes, Internet Protocol, empresta seu nome ao protocolo de voz sobre Internet (VoIP). A ideia começou no início da década de 1990 com aplicativos de voz semelhantes a walkie-talkies para computadores pessoais. Os sistemas VoIP dominam hoje muitos mercados e são tão fáceis de usar e convenientes quanto um telefone tradicional. O benefício tem sido uma economia substancial de custos em relação às chamadas telefônicas tradicionais, especialmente em longas distâncias. Redes de dados móveis, a cabo e ADSL fornecem acesso à Internet nas instalações do cliente e adaptadores de rede VoIP baratos fornecem a conexão para aparelhos telefônicos analógicos tradicionais.

### Compartilhamento de dados
O compartilhamento de arquivos é um exemplo de transferência de grandes quantidades de dados pela Internet. Um arquivo de computador pode ser enviado por e-mail para clientes, colegas e amigos como anexo. Ele pode ser carregado em um site ou servidor File Transfer Protocol (FTP) para fácil download por outras pessoas. Ele pode ser colocado em um “local compartilhado” ou em um servidor de arquivos para uso instantâneo por colegas. Streaming de mídia é a entrega em tempo real de mídia digital para consumo ou diversão imediata pelos usuários finais. Muitas emissoras de rádio e televisão fornecem feeds da Internet de suas produções de áudio e vídeo ao vivo. A esses provedores juntou-se uma série de "emissoras" exclusivas da Internet que nunca tiveram licenças de transmissão. Isto significa que um dispositivo conectado à Internet, como um computador ou algo mais específico, pode ser usado para acessar mídia on-line da mesma forma que anteriormente era possível apenas com um receptor de televisão ou rádio. A gama de tipos de conteúdo disponíveis é muito mais ampla, desde webcasts técnicos especializados até serviços multimídia populares sob demanda, como o Netflix. O streaming de mídia digital aumenta a demanda por largura de banda da rede. Por exemplo, a qualidade de imagem padrão precisa de velocidade de link de 1 Mbit/s para SD 480p, qualidade HD 720p requer 2,5 Mbit/s e a qualidade HDX topo de linha precisa de 4,5 Mbit/s para 1080p.
As webcams são uma extensão de baixo custo desse fenômeno. Embora algumas possam fornecer vídeo com taxa de quadros total, a imagem geralmente é pequena ou é atualizada lentamente. Os internautas podem observar animais em uma reserva biológica africana, navios no Canal do Panamá, trafegar em uma rotatória local ou monitorar sua própria residência, ao vivo e em tempo real. Salas de chat de vídeo e videoconferência também são populares, com muitos usos encontrados para webcams pessoais, com e sem som bidirecional. O YouTube foi fundado em 15 de fevereiro de 2005 e é hoje o site líder em streaming de vídeo gratuito, com mais de dois bilhões de usuários. Ele usa um web player baseado em HTML5 por padrão para transmitir e mostrar arquivos de vídeo.

## Impacto social
A Internet possibilitou novas formas de interação social, atividades e associações sociais. Este fenômeno deu origem ao estudo acadêmico da sociologia da Internet . Os primórdios da Internet deixaram um impacto em alguns autores que usaram o simbolismo para descrever a Internet como um "meio de conectar indivíduos em uma vasta rede invisível por toda a Terra".

### Uso

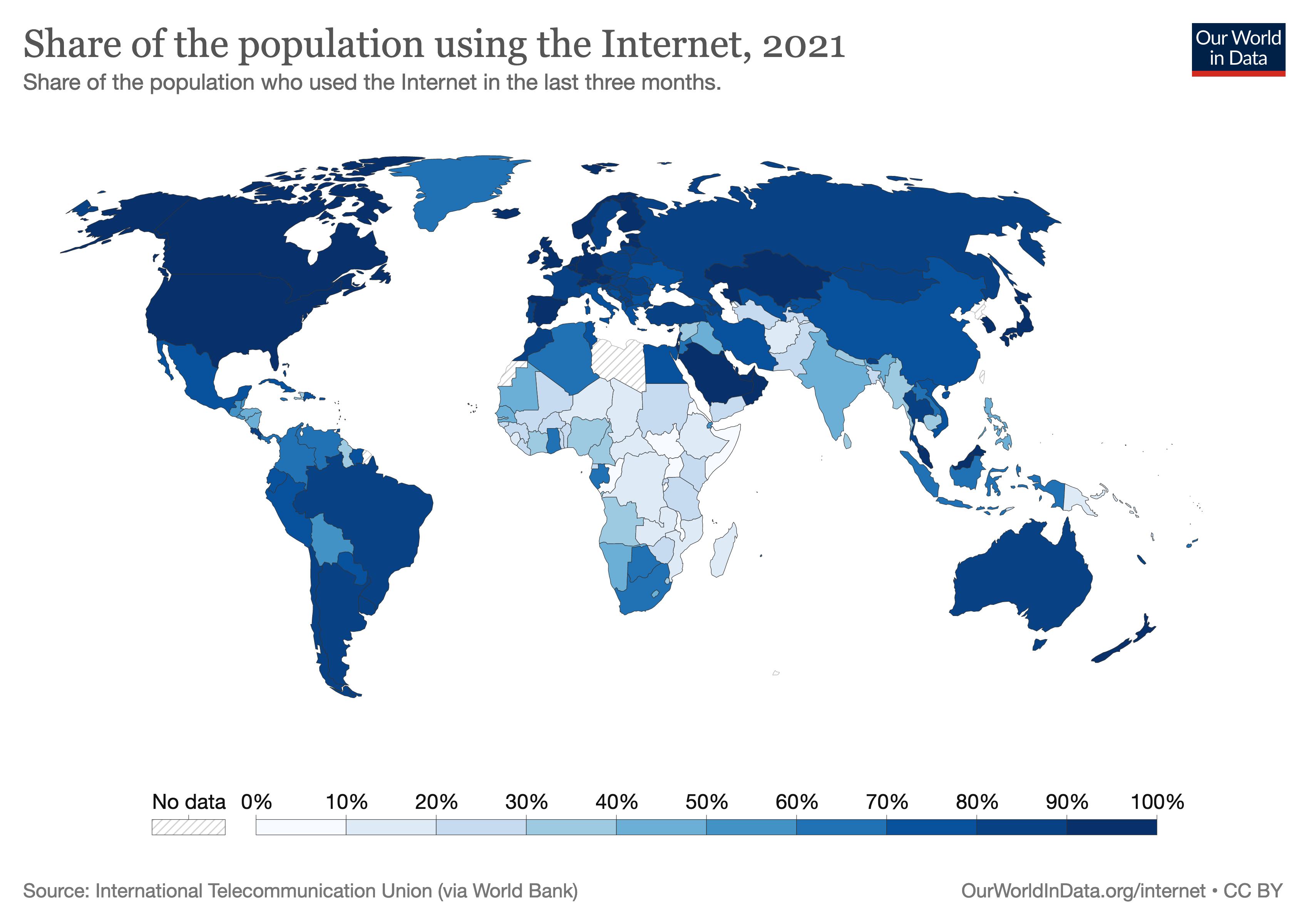
Porcentagem de usuários da Internet em relação a população total do país em 2021Fonte: Our World In Data.

Assinaturas de Internet de banda larga fixa em 2012
por porcentagem da população de um paísFonte: União Internacional de Telecomunicações.

Assinaturas de Internet de banda larga móvel em 2012
por porcentagem da população de um paísFonte: União Internacional de Telecomunicações.

A Internet permite maior flexibilidade no horário de trabalho e na localização, especialmente com a disseminação de conexões ilimitadas de alta velocidade. A Internet pode ser acessada em quase qualquer lugar por vários meios, inclusive através de dispositivos móveis de Internet. Telefones celulares, cartões de dados, consoles de jogos portáteis e roteadores celulares permitem que os usuários se conectem à Internet sem fio. Entre 2000 e 2009, o número de utilizadores da Internet a nível mundial aumentou de 390 milhão para 1,9 bilhão. Em 2010, 22% da população mundial tinha acesso a computadores com 1 bilhão de pesquisas no Google todos os dias, 300 milhões de usuários da Internet lendo blogs e 2 bilhões de vídeos vistos diariamente no YouTube. Em 2014, o número de usuários de Internet no mundo ultrapassou 3 bilhões ou 44% da população mundial, mas dois terços vieram dos países mais ricos, com 78% dos europeus a utilizarem a Internet, seguidos por 57% das Américas.
No entanto, em 2018, só a Ásia representava 51% de todos os utilizadores da Internet, com 2,2 bilhões dos 4,3 bilhões de usuários da Internet no mundo. Os utilizadores da Internet na China ultrapassaram um marco importante em 2018, quando a autoridade reguladora da Internet do país, o Centro de Informação da Rede de Internet da China, anunciou que o país tinha 802 milhões de usuários. A China foi seguida pela Índia, com cerca de 700 milhões de usuários, com os Estados Unidos em terceiro lugar, com 275 milhões de usuários. No entanto, em termos de penetração, em 2022 a China tinha uma taxa de penetração de 70% em comparação com os 60% da Índia e os 90% dos Estados Unidos. Em 2022, 54% dos utilizadores mundiais da Internet estavam baseados na Ásia, 14% na Europa, 7% na América do Norte, 10% na América Latina e Caribe, 11% na África, 4% no Oriente Médio e 1% em Oceania. Em 2019, Kuwait, Catar, Ilhas Malvinas, Bermudas e Islândia tinham a maior penetração da Internet por número de usuários, com 93% ou mais da população com acesso à rede. Em 2022, estimou-se que 5,4 bilhões de pessoas usassem a Internet, mais de dois terços da população mundial na época.
A língua predominante para comunicação através da Internet sempre foi o inglês. Isso pode ser resultado da origem da Internet, bem como do papel da língua como língua franca e como língua mundial no século XXI. Os primeiros sistemas de computador limitavam-se aos caracteres do American Standard Code for Information Interchange (ASCII), um subconjunto do alfabeto latino. Depois do inglês (27%), os idiomas mais solicitados na World Wide Web são o chinês (25%), o espanhol (8%), o japonês (5%), o português e o alemão (4% cada), o árabe, o francês e o russo (3% cada) e coreano (2%).
Num estudo realizado nos Estados Unidos em 2005, a percentagem de homens que utilizam a Internet estava ligeiramente à frente da percentagem de mulheres, embora esta diferença se invertesse naqueles com menos de 30 anos de idade. Os homens acessavam com mais frequência, passavam mais tempo online e eram mais propensos a utilizar banda larga, enquanto as mulheres tendiam a aproveitar mais as oportunidades de comunicação (como o e-mail). Os homens eram mais propensos a utilizar a Internet para pagar contas, participar em leilões e para recreação, como descarregar músicas e vídeos. Homens e mulheres tinham a mesma probabilidade de utilizar a Internet para fazer compras e serviços bancários. Em 2008, as mulheres superavam significativamente os homens na maioria dos serviços de redes sociais, como o Facebook e o Myspace, embora os rácios variassem com a idade. As mulheres assistiram mais conteúdo em streaming, enquanto os homens baixaram mais. Os homens eram mais propensos a blogar. Entre aqueles que blogam, os homens eram mais propensos a ter um blog profissional, enquanto as mulheres eram mais propensas a ter um blog pessoal.
Existem vários neologismos que se referem aos usuários da Internet: "netizen" (como em "cidadão da rede") refere-se àqueles ativamente envolvidos na melhoria das comunidades online, da Internet em geral ou em assuntos políticos e direitos como a liberdade de expressão, "internauta" refere-se a operadores ou usuários da Internet com alta capacidade técnica, "cidadão digital" refere-se a uma pessoa que usa a Internet para se envolver na sociedade, na política e na participação governamental.

Usuários da Internet por idioma [97]
Idiomas do conteúdo dos sites [108]

### Educação

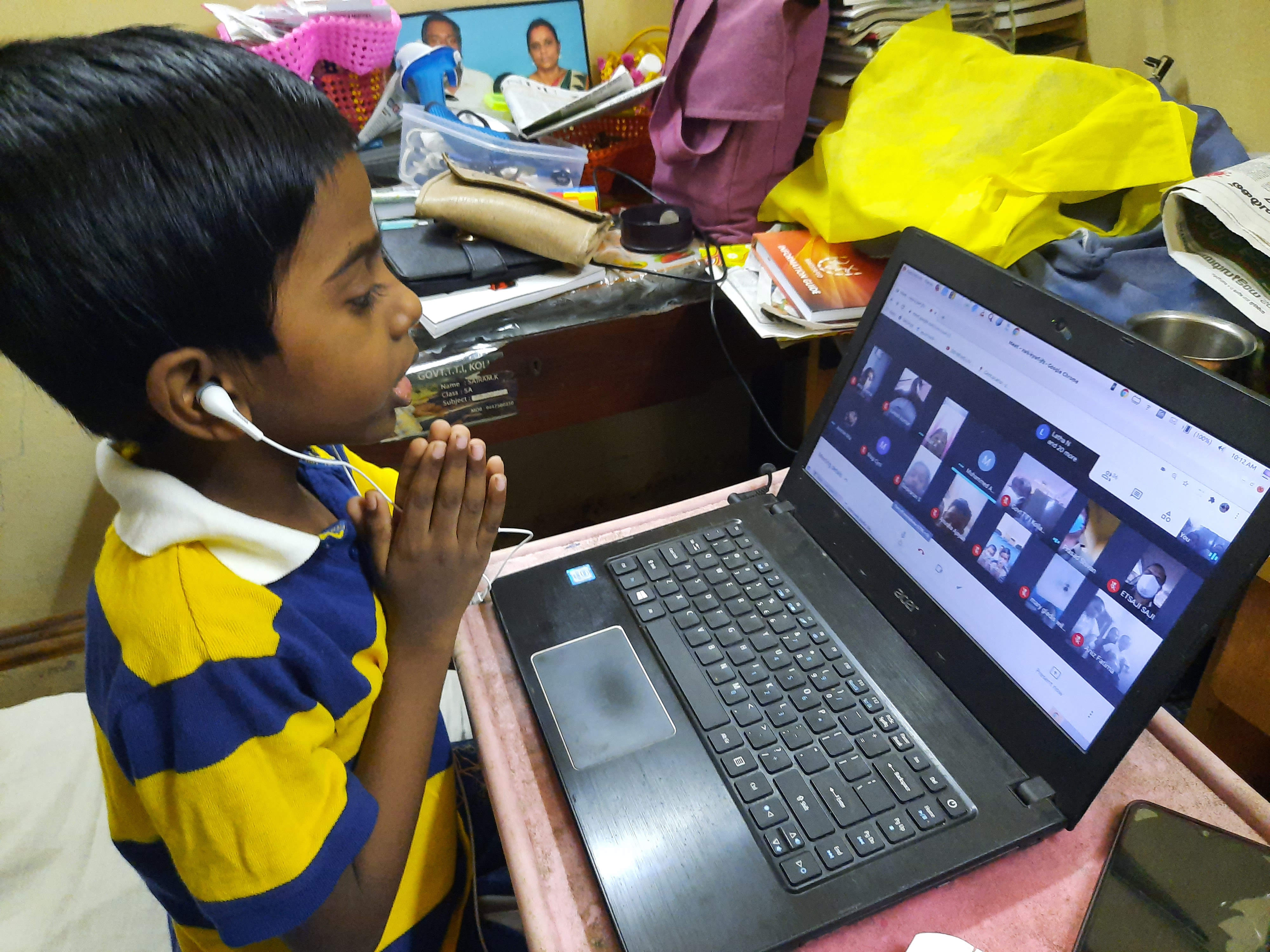
Estudante durante uma aula à distância pela Internet

Material educacional em todos os níveis, desde a pré-escola até o pós-doutorado, está disponível em sites. Os exemplos vão desde CBeebies, passando por guias de revisão para escolas e ensino médio e universidades virtuais, até o acesso à literatura acadêmica de ponta por meio de sites como o Google Scholar. Para educação a distância, ajuda com trabalhos de casa e outras tarefas, aprendizagem autoguiada, passar o tempo livre ou apenas pesquisar mais detalhes sobre um fato interessante, nunca foi tão fácil para as pessoas acessarem informações educacionais em qualquer nível e de qualquer lugar. A Internet em geral e a World Wide Web em particular são facilitadores importantes da educação formal e informal. Além disso, a Internet permite aos pesquisadores (especialmente os das ciências sociais e comportamentais) realizar pesquisas remotamente através de laboratórios virtuais, com mudanças profundas no alcance e generalização dos resultados, bem como na comunicação entre cientistas e na publicação dos resultados.

### Redes sociais e entretenimento

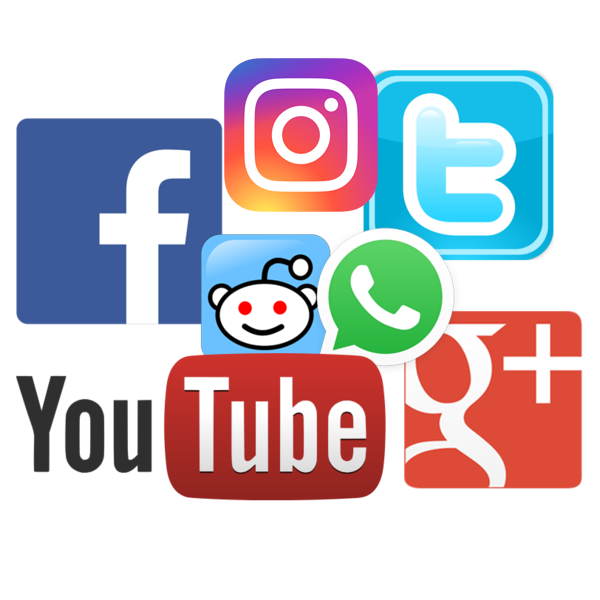
Logos de algumas redes sociais virtuais

Muitas pessoas utilizam a World Wide Web para aceder a notícias, previsões meteorológicas e boletins esportivos, para planejar e reservar férias e para prosseguir os seus interesses pessoais. As pessoas usam bate-papo, mensagens e e-mail para fazer e manter contato com amigos em todo o mundo, às vezes da mesma forma que alguns tinham amigos por correspondência anteriormente. Serviços de redes sociais virtuais, como Facebook, Twitter, Instagram e TikTok, criaram novas maneiras de socializar e interagir.
Os usuários desses sites podem adicionar uma ampla variedade de informações às páginas, buscar interesses comuns e conectar-se com outras pessoas. Também é possível encontrar conhecidos existentes, para permitir a comunicação entre grupos de pessoas existentes. Sites como o LinkedIn promovem conexões comerciais, empresariais e profissionais. O YouTube e o Flickr são especializados em vídeos e fotografias dos usuários. Os serviços de redes sociais também são amplamente utilizados por empresas e outras organizações para promover as suas marcas, comercializar junto dos seus clientes e incentivar as publicações "viralizarem". Técnicas de mídia social "black hat" também são empregadas por algumas organizações, como contas de spam e astroturfing.
A Internet tem sido um importante canal para atividades de lazer desde o seu início, com experiências sociais divertidas, como MUDs e MOOs, sendo conduzidas em servidores universitários, e grupos de usenet relacionados ao humor recebendo muito tráfego. Muitos fóruns da Internet possuem seções dedicadas a jogos e vídeos engraçados.

### Saúde mental
Um risco para indivíduos e organizações que escrevem postagens (especialmente postagens públicas) em serviços de redes sociais é que postagens especialmente tolas ou controversas ocasionalmente levam a uma reação inesperada e possivelmente em grande escala nas mídias sociais por parte de outros usuários da Internet, fenômeno conhecido como "cultura do cancelamento". Este é também um risco em relação ao comportamento off-line controverso, se for amplamente divulgado. A natureza desta reação pode variar amplamente, desde contra-argumentos e zombaria pública, passando por insultos e discursos de ódio, até, em casos extremos, violações e ameaças de morte. O efeito de desinibição online descreve a tendência de muitos indivíduos de se comportarem de forma mais estridente ou ofensiva online do que fariam pessoalmente. Um número significativo de mulheres feministas tem sido alvo de diversas formas de assédio em resposta a publicações que publicam nas redes sociais, e o Twitter, em particular, tem sido criticado no passado por não fazer o suficiente para ajudar as vítimas de abuso online.

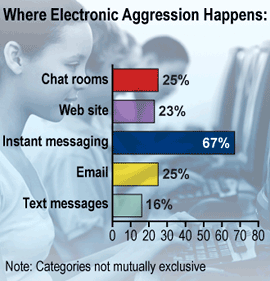
Salas de bate-papo, sites, mensageiros instantâneos, e-mails e mensagens de texto: meios usados pelos jovens dos Estados Unidos para praticar cyberbullying, de acordo com o Centro de Controle e Prevenção de Doenças em 2011.

As crianças também enfrentam perigos online, como o assédio virtual e abordagens de predadores sexuais. As crianças também podem encontrar materiais que possam considerar perturbadores ou materiais que os pais considerem não apropriados à idade. Devido à ingenuidade, eles também podem publicar informações pessoais sobre si mesmos on-line, o que poderia colocá-los ou às suas famílias em risco, a menos que sejam avisados para não fazê-lo. Muitos pais optam por ativar a filtragem de conteúdo ou supervisionar as atividades online dos seus filhos, numa tentativa de protegê-los de material impróprio. Os serviços de redes sociais mais populares, como Facebook e Instagram, geralmente proíbem usuários com menos de 13 anos de idade. No entanto, estas políticas são normalmente fáceis de contornar, registando uma conta com uma data de nascimento falsa e, de qualquer forma, um número significativo de crianças com menos de 13 anos adere a esses sites. Também existem serviços de redes sociais para crianças mais novas, que afirmam proporcionar melhores níveis de proteção às crianças.
As indústrias da pornografia na Internet e de jogos de azar online também aproveitaram-se da World Wide Web. Embora muitos governos tenham tentado restringir o uso da Internet por ambas as indústrias, em geral, isso não conseguiu impedir a sua popularidade generalizada.
O uso da Internet tem sido correlacionado à solidão dos usuários. Um livro de 2017 afirmou que a Internet consolida a maioria dos aspectos do esforço humano em arenas singulares das quais toda a humanidade são membros e concorrentes potenciais, com impactos fundamentalmente negativos na saúde mental. Embora os sucessos em cada campo de atividade sejam amplamente visíveis e alardeados, eles estão reservados para uma fatia extremamente tênue dos mais excepcionais do mundo, deixando todos os demais para trás. Enquanto, antes da Internet, as expectativas de sucesso em qualquer área eram apoiadas por probabilidades razoáveis de sucesso a nível de aldeia, subúrbio, cidade ou mesmo estadual, é praticamente certo que as mesmas expectativas no mundo da Internet trarão decepção hoje: há sempre alguém em outro lugar, em algum lugar do planeta, quem pode fazer melhor e ocupar o agora único lugar de destaque.
O cibersectarismo é uma nova forma organizacional que envolve "pequenos grupos altamente dispersos de praticantes que podem permanecer em grande parte anônimos dentro do contexto social mais amplo e operar em relativo sigilo, embora ainda ligados remotamente a uma rede maior de crentes que compartilham um conjunto de práticas e textos, e muitas vezes uma devoção comum a um determinado líder. Os apoiadores estrangeiros fornecem financiamento; os profissionais nacionais distribuem folhetos, participam em atos de resistência e partilham informações sobre a situação interna com pessoas de fora, trocando testemunhos pessoais e engajando-se no estudo coletivo por e-mail, salas de bate-papo on-line e fóruns de mensagens baseados na web”.
O ciberslacking pode esgotar os recursos corporativos; o funcionário médio do Reino Unido gasta 57 minutos por dia navegando na Web enquanto está no trabalho, de acordo com um estudo de 2003 da Peninsula Business Services. O transtorno do vício em Internet é o uso excessivo do computador que interfere na vida diária. Nicholas G. Carr acredita que o uso da Internet tem outros efeitos nos indivíduos, por exemplo, melhorando as habilidades de leitura digital e interferindo no pensamento profundo que leva à verdadeira criatividade.

### Negócios eletrônicos

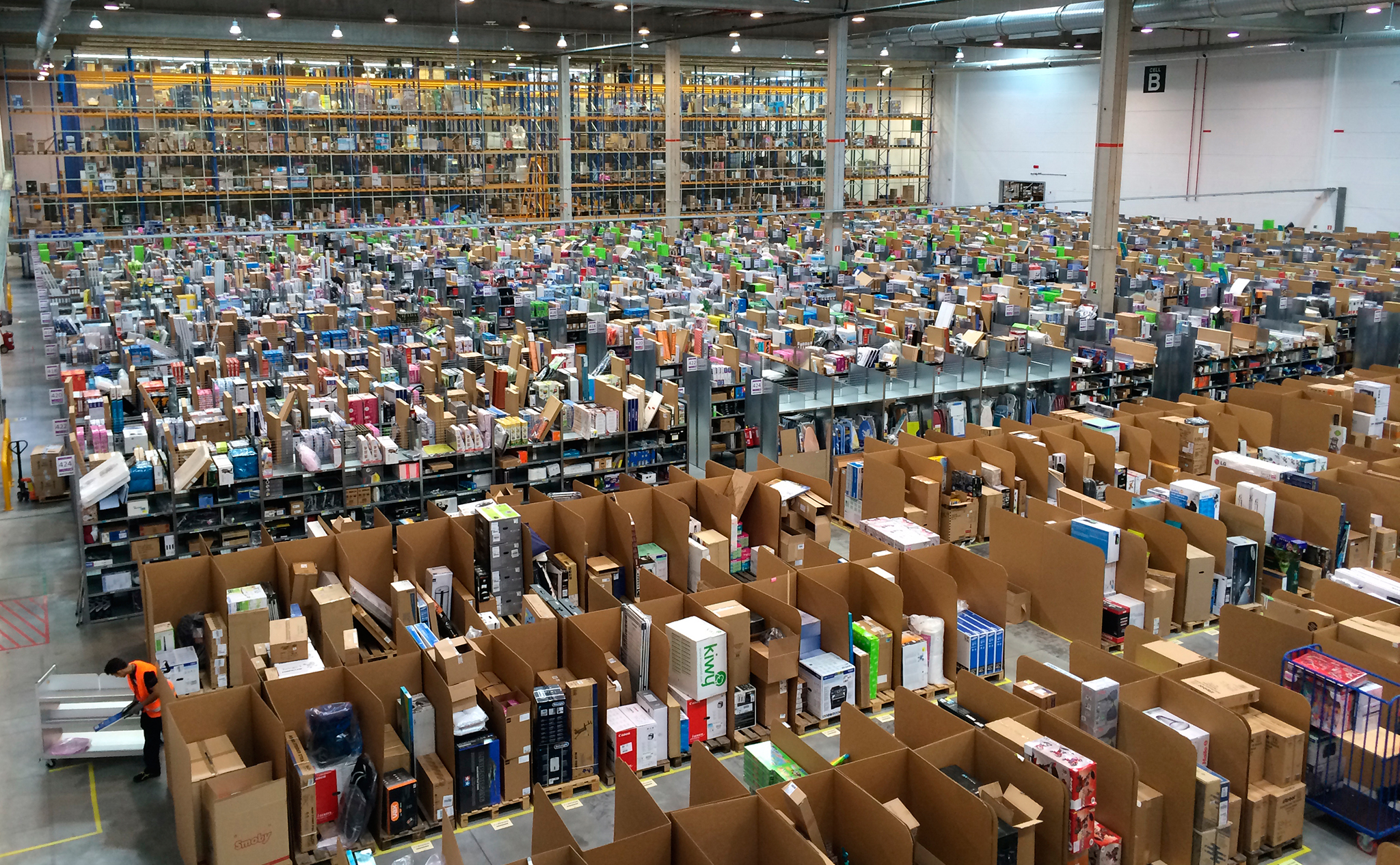
Centro de distribuição da Amazon em San Fernando de Henares, Espanha

Negócio eletrônicos (e-business) abrangem processos de negociações que abrangem toda a cadeia de valor: compras, gerenciamento da cadeia de suprimentos, marketing, vendas, atendimento ao cliente e relacionamento comercial. O comércio eletrônico busca agregar fontes de receita usando a Internet para construir e aprimorar relacionamentos com clientes e parceiros. De acordo com a International Data Corporation, o tamanho do comércio eletrônico mundial, quando as transações globais entre empresas e consumidores são combinadas, equivalia a 16 trilhões de dólares para 2013. Um relatório da Oxford Economics somou os dois para estimar o tamanho total da economia digital em 20,4 trilhões de dólares, equivalente a cerca de 13,8% das vendas globais.
Embora muito tenha sido escrito sobre as vantagens econômicas do comércio possibilitado pela Internet, há também evidências de que alguns aspectos da Internet, como mapas e serviços de reconhecimento de localização, podem servir para reforçar a desigualdade econômica e a exclusão digital. O comércio eletrônico pode ser responsável pela consolidação e pelo declínio das empresas familiares e físicas, resultando no aumento da desigualdade de renda.
O autor Andrew Keen, um crítico de longa data das transformações sociais causadas pela Internet, concentrou-se nos efeitos econômicos da consolidação dos negócios na Internet. Keen cita um relatório de 2013 do Institute for Local Self-Reliance dizendo que os varejistas tradicionais empregam 47 pessoas para cada 10 milhões de dólares em vendas, enquanto a Amazon emprega apenas 14. Da mesma forma, o Airbnb, start-up de aluguel de quartos com 700 funcionários, foi avaliado em 10 bilhões de dólares em 2014, cerca de metade do valor da Hilton Worldwide, que emprega 152 mil pessoas. Naquela época, o Uber empregava mil funcionários em tempo integral e era avaliado em 18,2 bilhões de dólares, aproximadamente a mesma avaliação da Avis Rent a Car e da The Hertz Corporation combinadas, que juntas empregavam quase 60 mil pessoas.

### Trabalho remoto
O trabalho remoto é facilitado por ferramentas como groupware, redes privadas virtuais, teleconferência, videotelefonia e VoIP para que o trabalho possa ser realizado de qualquer local, sendo mais conveniente a casa do trabalhador. Pode ser eficiente e útil para as empresas, pois permite que os trabalhadores se comuniquem a longas distâncias, economizando tempo e custos significativos de viagem. Mais trabalhadores têm largura de banda adequada em casa para utilizar estas ferramentas para ligar a sua casa à intranet corporativa e às redes de comunicação interna.

### Publicações colaborativas
Os sites wikis também têm sido utilizados na comunidade acadêmica para partilha e disseminação de informação através de fronteiras institucionais e internacionais. Nesses ambientes, eles foram considerados úteis para colaboração de planejamento estratégico, documentação departamental e trabalho de comitê, entre outros aspectos. O Escritório de Marcas e Patentes dos Estados Unidos usa um wiki para permitir que o público colabore na descoberta de técnicas anteriores relevantes para o exame de pedidos de patentes pendentes. O distrito de Queens, em Nova York, usou um wiki para permitir que os cidadãos colaborem no projeto e no planejamento de um parque local. A Wikipédia em inglês tem a maior base de usuários entre os wikis da World Wide Web e está entre os 10 primeiros entre todos os sites do mundo em termos de tráfego.

### Política e revoluções políticas

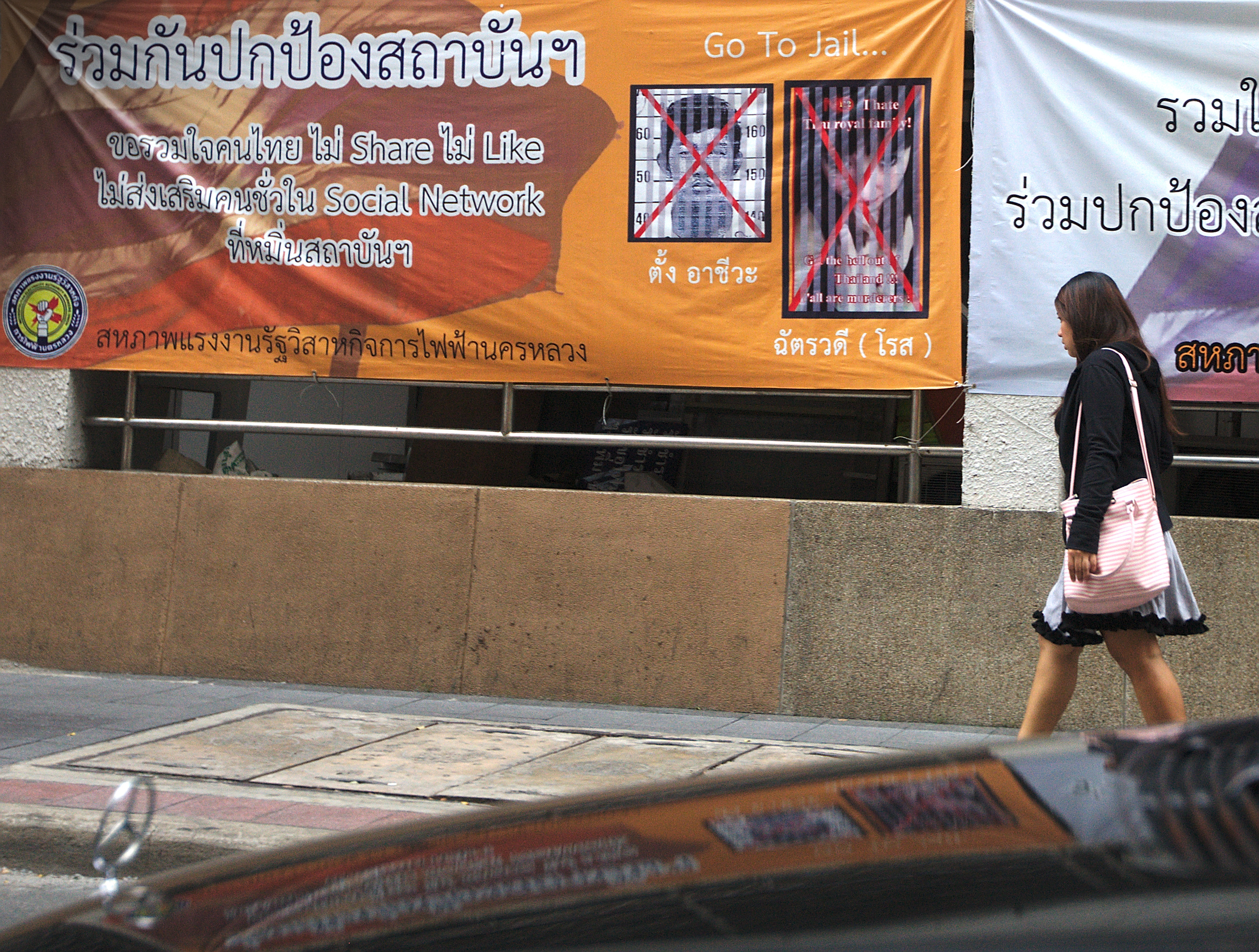
Banner em Bangkok durante o golpe de estado tailandês de 2014, informando ao público tailandês que atividades de 'curtir' ou 'compartilhar' nas redes sociais podem resultar em prisão (observado em 30 de junho de 2014)

A Internet alcançou uma nova relevância como ferramenta política. A campanha presidencial de Howard Dean em 2004 nos Estados Unidos foi notável pelo sucesso na solicitação de doações via Internet. Muitos grupos políticos utilizam a Internet para alcançar um novo método de organização para o cumprimento da sua missão, tendo dado origem ao ciberativismo. Em 2011, o jornal estadunidense The New York Times sugeriu que os websites de redes sociais, como o Facebook e o Twitter, ajudaram as pessoas a organizar protestos durante a Revolução Egípcia de 2011, ajudando os ativistas a comunicar queixas e disseminar informação.
Muitos entenderam a Internet como uma extensão da noção habermasiana de esfera pública, observando como as tecnologias de comunicação em rede proporcionam algo como um fórum cívico global. No entanto, já foram registados incidentes de censura na Internet por motivos políticos em muitos países, incluindo nas democracias ocidentais.
O governo eletrônico é a utilização de dispositivos tecnológicos de comunicação, como a Internet, para fornecer serviços públicos aos cidadãos e outras pessoas num país ou região. Isto oferece oportunidades para um acesso mais direto e conveniente dos cidadãos ao governo e para a prestação governamental de serviços diretamente aos cidadãos.

### Filantropia
A difusão do acesso de baixo custo à Internet nos países em desenvolvimento abriu novas possibilidades para instituições de caridade peer-to-peer, que permitem que indivíduos contribuam com pequenas quantias para projetos de caridade para outros indivíduos. Sites como DonorsChoose e GlobalGiving permitem que doadores de pequena escala direcionem fundos para projetos individuais de sua escolha. Uma variação popular da filantropia baseada na Internet é o uso de empréstimos peer-to-peer para fins de caridade. A empresa Kiva foi pioneira neste conceito em 2005, oferecendo o primeiro serviço baseado na web para publicar perfis de empréstimos individuais para financiamento.

## Segurança

### Programas maliciosos
Malware é software malicioso usado e distribuído pela Internet. Inclui vírus de computador que são copiados com a ajuda de humanos, worms de computador que se copiam automaticamente, software para ataques de negação de serviço, ransomware, botnets e spyware que relatam a atividade e a digitação dos usuários. Geralmente, essas atividades constituem crimes cibernéticos. Os teóricos da defesa também especularam sobre as possibilidades de hackers usarem a guerra cibernética usando métodos semelhantes em grande escala.
O malware representa sérios problemas para indivíduos e empresas na Internet. De acordo com o Relatório de Ameaças à Segurança da Internet (ISTR) de 2018 da Symantec, o número de variantes de malware aumentou para 669.947.865 em 2017, o que representa o dobro de variantes de malware de 2016. O cibercrime, que inclui ataques de malware, bem como outros crimes cometidos por computador, custou à economia mundial cerca de 6 biliões de dólares em 2021 e está a aumentar a uma taxa de 15% ao ano. Malwares podem ser projetados para atingir sistemas de computador que executam infraestruturas críticas, como a rede de distribuição de eletricidade. O malware pode ser projetado para escapar dos algoritmos de detecção de software antivírus.

### Vigilância
A grande maioria da vigilância informática envolve a monitorização de dados e tráfego na Internet. Nos Estados Unidos, por exemplo, de acordo com a legislação CALEA, todas as chamadas telefônicas e tráfego de Internet de banda larga (e-mails, tráfego da web, mensagens instantâneas, etc.) devem estar disponíveis para monitoramento desimpedido em tempo real pelas autoridades federais. A captura de pacotes é o monitoramento do tráfego de dados em uma rede de computadores. Os computadores se comunicam pela Internet dividindo mensagens (e-mails, imagens, vídeos, páginas da web, arquivos, etc.) em pequenos pedaços chamados "pacotes", que são roteados através de uma rede de computadores, até chegarem ao seu destino, onde são reunidos novamente em uma "mensagem" completa. O Packet Capture Appliance intercepta esses pacotes enquanto eles viajam pela rede, para examinar seu conteúdo usando outros programas. A captura de pacotes é uma ferramenta de coleta de informações, mas não uma ferramenta de análise. Ou seja, recolhe “mensagens”, mas não as analisa e descobre o que significam. Outros programas são necessários para realizar análises de tráfego e filtrar dados interceptados em busca de informações importantes/úteis.
A grande quantidade de dados coletados a partir da captura de pacotes exige software de vigilância que filtre e relate informações relevantes, como o uso de certas palavras ou frases, o acesso a certos tipos de sites ou a comunicação via e-mail ou chat com determinadas partes. Agências, como a NSA, o GCHQ e o FBI, gastam milhares de milhões de dólares por ano para desenvolver, comprar, implementar e operar sistemas de interceção e análise de dados. Sistemas semelhantes são operados pela polícia secreta iraniana para identificar e reprimir dissidentes. O hardware e software necessários foram supostamente instalados pela alemã Siemens AG e pela finlandesa Nokia.

### Controle e censura

Censura na Internet por país
Censura geral
Censura substancial
Censura seletiva
Situação instável
Pouca ou nenhuma censura
Não classificado/ sem dados

Em sociedades democráticas, a Internet tem alcançado uma nova relevância como uma ferramenta política. A campanha presidencial de Barack Obama em 2008 nos Estados Unidos ficou famosa pela sua habilidade de gerar doações por meio da Internet. Muitos grupos políticos usam a rede global para alcançar um novo método de organização, com o objetivo de criar e manter o ativismo na Internet. Governos de países como Arábia Saudita, Bielorrússia, China, Coreia do Norte, Cuba, Egito, Emirados Árabes Unidos, Etiópia, Irã, Mianmar, Paquistão, Rússia, Síria, Tunísia, Turcomenistão, Turquia, Uzbequistão, Vietnã e Zimbábue, restringem o que as pessoas em seus países podem acessar na Internet, especialmente conteúdos políticos, de direitos humanos, e religiosos. Isto é conseguido por meio de softwares que filtram determinados domínios e conteúdos. Assim, esses domínios e conteúdos não podem ser acessados facilmente sem burlar de forma elaborada o sistema de bloqueio. Segundo a organização Repórteres Sem Fronteiras, "esses países transformaram a Internet em uma intranet, para que os usuários não obtenham informações consideradas indesejáveis”. Além do mais, todas essas nações têm em comum governos autoritários, que se mantêm no poder por meio de um controle ideológico".
A Coreia do Norte por exemplo é o país que possui apenas dois websites registrados: o órgão de controle de uso da rede (Centro Oficial de Computação) e o portal oficial do governo. Para população, é completamente vetado o uso de Internet até porque não existem provedores no país. Existem cyber’s autorizados pelo governo, com conteúdo controlado e ainda assim as idas e vindas dos policiais são indispensáveis. Apenas os governantes têm acesso a conexão via satélite. Já em Cuba, existe apenas um cyber e o preço para acessar sites estrangeiros (e controlado) é de cerca de 6 dólares por hora, sendo que o salário médio da população é de 17 dólares por mês. Com a velocidade da informação que a Internet proporciona, os governantes desses países omitem informações da população, pois elas não têm acesso a esse emaranhado de notícias em tempo real.
Na Noruega, Dinamarca, Finlândia e na Suécia, grandes provedores de serviços de Internet arranjaram voluntariamente a restrição (possivelmente para evitar que tal arranjo se torne uma lei) ao acesso a sites listados pela polícia. Enquanto essa lista de URL proibidos contém supostamente apenas endereços URL de sites de pornografia infantil, o conteúdo desta lista é secreto. Muitos países, incluindo os Estados Unidos, elaboraram leis que fazem da posse e da distribuição de certos materiais, como pornografia infantil, ilegais, mas não bloqueiam estes sites com a ajuda de softwares. Há muitos programas de softwares livres ou disponíveis comercialmente, com os quais os usuários podem escolher bloquear websites ofensivos num computador pessoal ou mesmo numa rede. Esses softwares podem bloquear, por exemplo, o acesso de crianças à pornografia ou à violência.
Alguns países também adotam leis que visam combater "noticias falsas", críticos dessas leis argumentam que essas leis são geralmente genéricas e muito vagas e podem ser usadas para censurar opositores e calar a oposição política. A Declaração conjunta sobre a liberdade de expressão e "fake news", desinformação e propaganda, relatório publicado em março de 2017 pela ONU e organismos regionais de direitos humanos, concluiu que criminalizar a partilha de informação baseada em ideias vagas e ambíguas, como “notícias falsas”, é incompatível com os padrões internacionais para à liberdade de expressão e a democracia.
Em novembro de 2021 o parlamento da Grécia aprovou uma lei que alterou o código penal visando processar cidadãos gregos que difundam informações falsas durante a pandemia de COVID-19. Segundo a lei qualquer cidadão grego que divulgue informações falsas sobre saúde pública poderá enfrentar 5 anos de prisão. Esta medida, juntamente com outras semelhantes a nível mundial, alarmou jornalistas e defensores dos direitos humanos, que afirmaram: "Afinal, quem decide o que constitui “notícia falsa”? E o que impede esta nova legislação de se tornar um instrumento de censura institucionalizada?" O Journalists' Union of Athens Daily Newspapers (ESIEA), uma associação de jornalistas gregos, afirma que a nova alteração legal pode pôr em perigo o direito à liberdade de expressão e de imprensa e precisa de ser reescrita. Segundo a associação, a alteração legal sobre a “divulgação de notícias falsas” é demasiado vaga. A associação afirma também que os jornalistas podem ser responsabilizados criminalmente por expressarem as suas opiniões sobre a crise sanitária.
Seguindo a mesma linha, governo da Bielorrússia aprovou em 2018 uma lei de "combate as fake news" na internet do país. A Assembleia Nacional da Bielorrússia votou em 14 de junho de 2018 a segunda e última leitura do projeto de alterações que o governo afirma que lhe permitirão processar pessoas suspeitas de espalharem informações "falsas" na Internet. Segundo o governo Bielorrússo “A adoção da legislação facilitará o fornecimento eficiente de segurança da informação e a aplicação do direito constitucional dos cidadãos de receber informações completas, precisas e oportunas”, disse Valyantsina Razhanets , vice-presidente da Comissão de Direitos Humanos e Relações Étnicas da assembleia e Mídia. A lei de "combate as fake news" na Bielorrússia altera às leis de comunicação social do país e passará a exigir que os autores de todas as publicações e comentários em fóruns online fossem identificados e que os comentários fossem moderados pelos proprietários dos websites e isso permitiria que redes sociais e outros sites fossem bloqueados no país. A Associação Bielorrussa de Jornalistas]] e os meios de comunicação independentes criticaram as alterações propostas à lei, tal como o Comitê para a Proteção dos Jornalistas (CPJ), com sede em Nova Iorque, que afirmou que a legislação poderia “censurar ainda mais” os meios de comunicação no país. A Coordenadora do Programa do CPJ para a Europa e Ásia Central, Nina Ognianova, disse em uma declaração de 8 de junho que o governo bielorrusso "aderiu ao movimento das 'notícias falsas' não porque queira proteger os cidadãos das falsidades, mas porque quer mais poder para decidir quais informações eles querem. receber." Os críticos dizem temer que o governo autoritário do presidente Aleksandr Lukashenko use a lei como uma ferramenta para aumentar o controle sobre a Internet.
Em 2017, a Assembleia Constituinte da Venezuela aprovou a Lei Constitucional contra o Ódio, pela Coexistência Pacífica e pela Tolerância (Ley Constitucional contra el Ódio, por la Convivencia Pacífica y la Tolerancia). A lei é controversa e tem sido criticada na Venezuela, cujos detractores salientam que se destina a penalizar a dissidência política, classificando-a como crime, que estabelece restrições à liberdade pessoal e que promove tanto a censura como a autocensura. Também se constatou a falta de poderes da Assembleia Constituinte para legislar, e a Assembleia Nacional da Venezuela declarou a sua nulidade "na rejeição do instrumento gerador de ódio e intolerância promovido por Nicolás Maduro e o constituinte fraudulento", estabelecendo que a lei viola artigos 49, 51, 57, 58, 62, 68 e 202 da constituição venezuelana. O Relator Especial para a Liberdade de Expressão da Comissão Interamericana de Direitos Humanos (CIDH) expressou sua preocupação porque a lei “estabelece sanções criminais exorbitantes e poderes para censurar a mídia tradicional e a Internet, em contradição com os padrões internacionais sobre liberdade de expressão. Em setembro de 2017, a Assembleia Nacional declarou nula e sem efeito a Lei contra o Ódio, estabelecendo que a lei viola os artigos 49, 51, 57, 58, 62, 68 e 202 da Constituição; artigos 6, 11, 18, 19, 20 e 21 da Declaração Universal dos Direitos Humanos e artigos 18 e 19 do Pacto Internacional sobre Direitos Civis e Políticos, e que além de estar viciado por incompetência, a sua aplicação viola as garantias fundamentais do Estado de direito e “pretende aniquilar os valores democráticos de uma vez por todas”. Os críticos também notaram a falta de aplicação da lei contra funcionários do governo.

## Desempenho
Como a Internet é uma rede heterogênea, suas características físicas, incluindo, por exemplo, as taxas de transferência de dados das conexões, variam bastante. Exibe fenômenos emergentes que dependem de sua organização em larga escala.

### Volume de tráfego
O volume de tráfego da Internet é difícil de medir porque não existe um ponto único de medição na topologia não hierárquica e de múltiplas camadas. Os dados de tráfego podem ser estimados a partir do volume agregado através dos pontos de peering dos fornecedores de rede Tier 1, mas o tráfego que permanece local em redes de grandes fornecedores pode não ser contabilizado. Em dezembro de 2022, quase metade (48%) do tráfego da Internet estava em Índia e China, enquanto América do Norte e Europa têm cerca de um quarto do tráfego global da Internet.

### Interrupções
Um apagão ou interrupção da Internet pode ser causado por interrupções de sinalização local. As interrupções nos cabos de comunicações submarinos podem causar apagões ou lentidão em grandes áreas, como ocorreu em 2008. Os países menos desenvolvidos são mais vulneráveis devido ao pequeno número de ligações de alta capacidade. Os cabos terrestres também são vulneráveis, como em 2011, quando uma mulher que procurava sucata cortou a maior parte da conectividade da Armênia. Os apagões da Internet que afetam quase países inteiros podem ser alcançados pelos governos como uma forma de censura na Internet, como no bloqueio da Internet no Egito, em que aproximadamente 93% das redes ficaram sem acesso durante a revolução egípcia de 2011, numa tentativa de parar a mobilização para medidas antiprotestos.

### Uso de energia

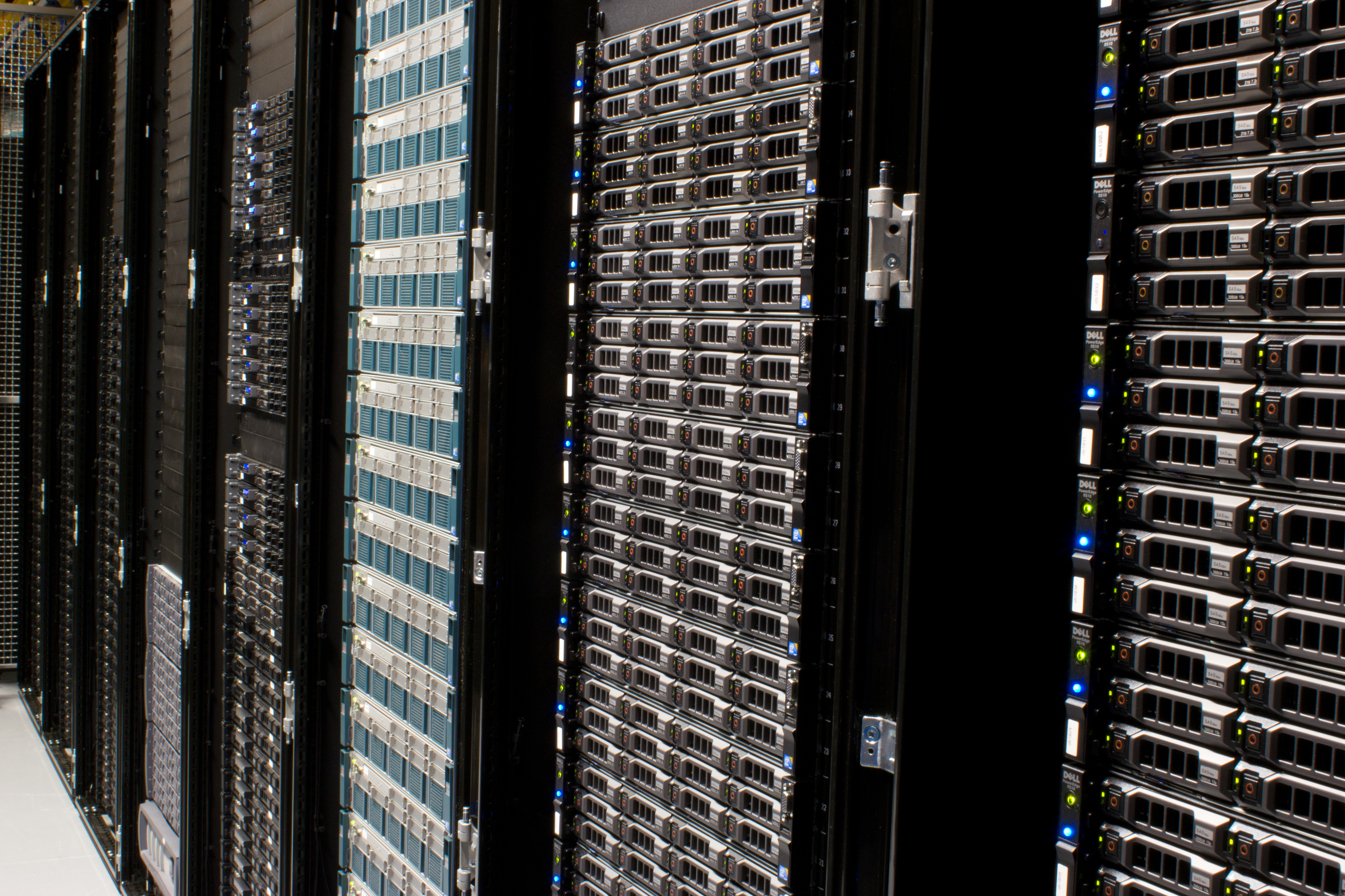
Servidores da Fundação Wikimedia

As estimativas do uso de eletricidade na Internet têm sido objeto de controvérsia, de acordo com um artigo de pesquisa revisado por pares de 2014 que encontrou afirmações diferindo por um fator de 20 mil publicadas na literatura durante a década anterior, variando de 0,0064 quilowatt-hora por gigabyte transferido (kWh /GB) para 136 kWh/GB. Os pesquisadores atribuíram estas discrepâncias principalmente ao ano de referência (ou seja, se os ganhos de eficiência ao longo do tempo foram tidos em conta) e se “dispositivos finais como computadores pessoais e servidores foram incluídos” na análise.
Em 2011, pesquisadores acadêmicos estimaram que a energia total utilizada pela Internet estava entre 170 e 307 gigawatts, menos de dois por cento da energia utilizada pela humanidade. Esta estimativa incluiu a energia necessária para construir, operar e substituir periodicamente os estimados 750 milhões de laptops, um bilhão de smartphones e 100 milhões de servidores em todo o mundo, bem como a energia que roteadores, torres de celular, switches ópticos, transmissores Wi-Fi e dispositivos de armazenamento em nuvem usam ao transmitir o tráfego da Internet. De acordo com um estudo não revisto por pares publicado em 2018 pelo The Shift Project (um think tank francês financiado por patrocinadores empresariais), quase 4% das emissões globais de CO2 poderiam ser atribuídas à transferência global de dados e à infraestrutura necessária. O estudo também afirmou que só o streaming de vídeo online foi responsável por 60% desta transferência de dados e, portanto, contribuiu para mais de 300 milhões de toneladas de emissões de CO2 por ano e defendeu novas regulamentações de "sobriedade digital" que restringem o uso e o tamanho de arquivos de vídeo.